# Marktkirche (Hannover)

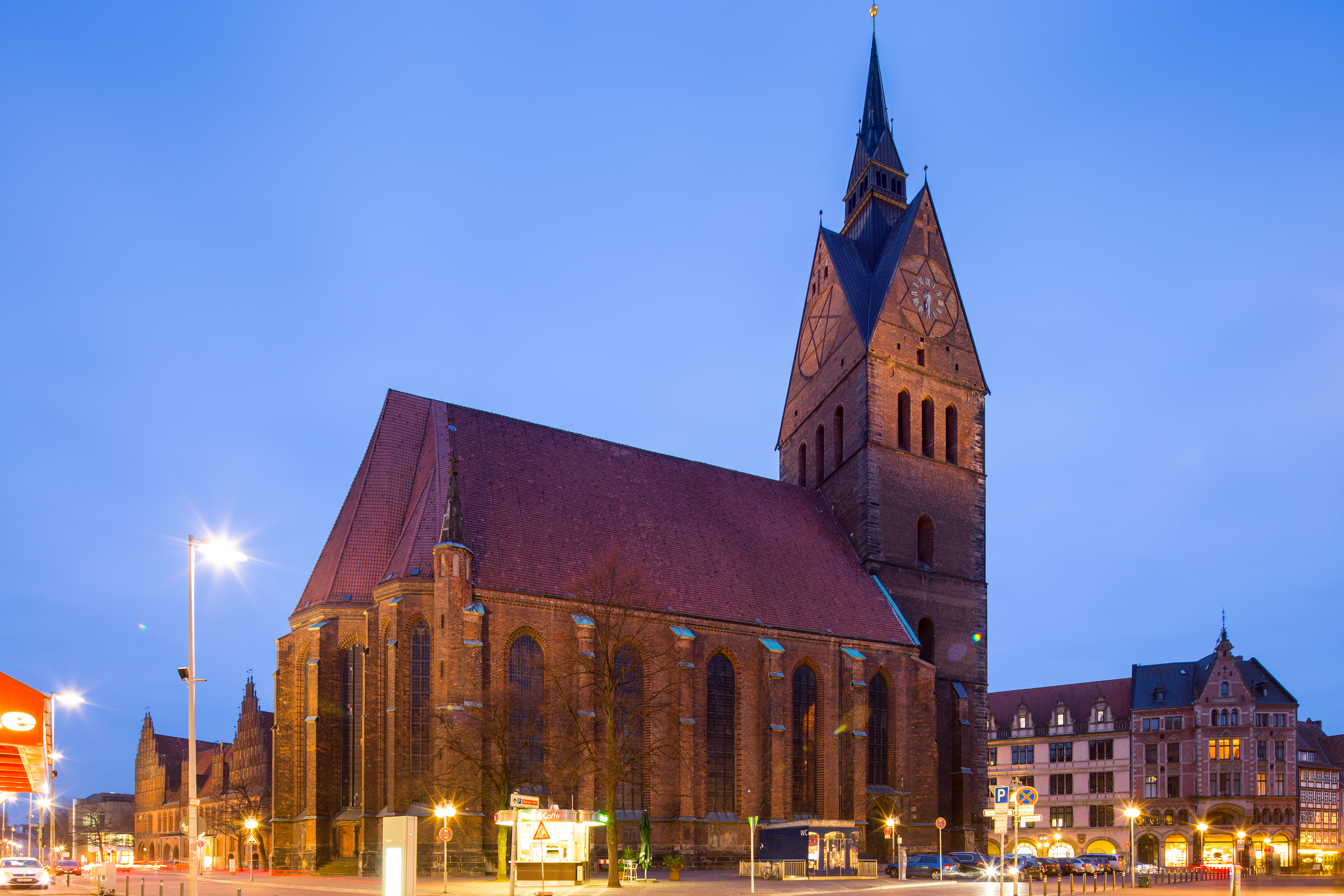
Blick aus der Schmiedestraße auf die Marktkirche

Die evangelisch-lutherische Marktkirche St. Georgii et Jacobi ist die älteste der drei Pfarrkirchen in der Altstadt von Hannover (die beiden anderen sind Aegidienkirche und Kreuzkirche). Die Hallenkirche mit ihrem 97 Meter hohen Turm gehört zu den Wahrzeichen Hannovers. Die Marktkirche ist die Predigtkirche des Landesbischofs der Evangelisch-lutherischen Landeskirche Hannovers und des Stadtsuperintendenten des Kirchenkreises Hannover (bis Juni 2024: Stadtkirchenverband Hannover), der die erste Pfarrstelle innehat. Sie ist Kirche des Rates der Stadt Hannover und des niedersächsischen Landtages.

## Geschichte

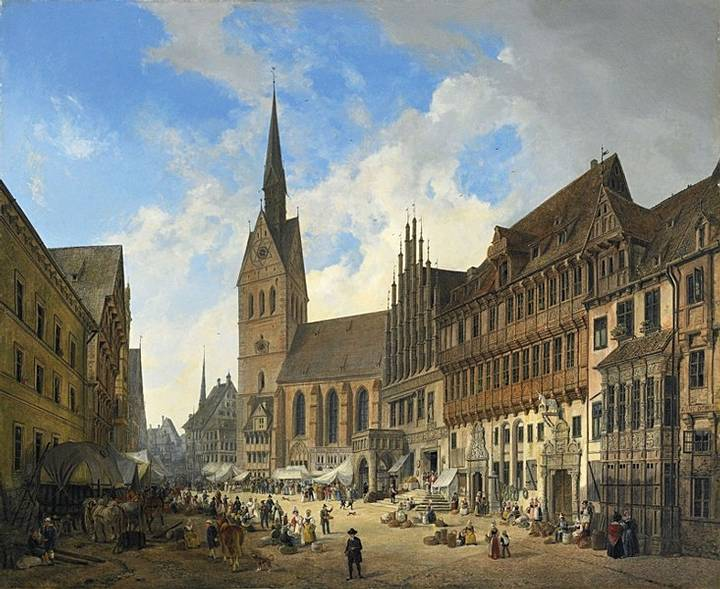
Die Marktkirche Anfang des 19. Jahrhunderts;
Ölgemälde nach Domenico Quaglio von 1832

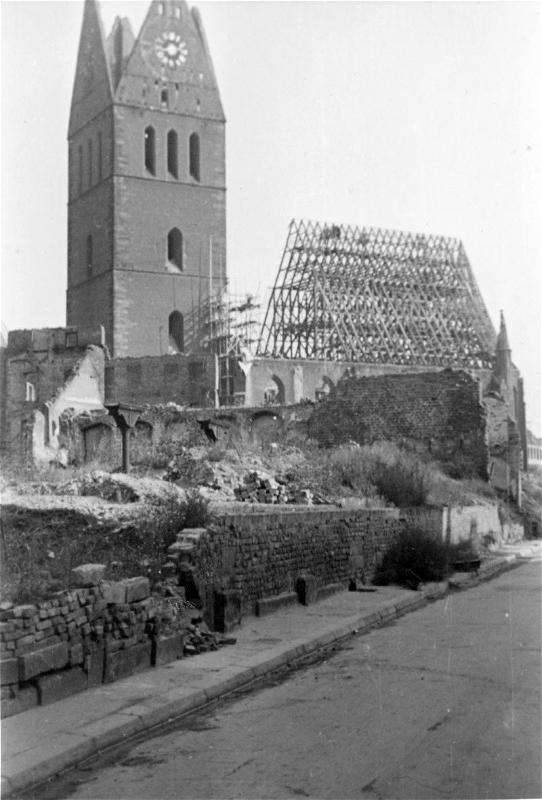
Die ausgebrannte Marktkirche 1947 mit dem rekonstruierten Dachstuhl, gesehen vom Bohlendamm

Von einem romanischen Vorgängerbau, der um 1125 an gleicher Stelle entstand und erstmals 1238 unter dem Namen St. Georgii erwähnt wird, wurden im Jahr 1952 Fundamente bei Ausgrabungen entdeckt. Bereits 1340 wurden die ersten farbig verglasten Fenster fertiggestellt; von 1342 datiert die Bezeichnung als ecclesia Sanctorum Jacobi et Georgii. Jakobus, der im Mittelalter sehr populäre Schutzpatron der Pilger und Kaufleute (spanisch: Santiago), und der Heilige Georg, einer der 14 Nothelfer und bekannt als legendärer Drachentöter, sind die Namenspatrone der Kirche. Von 1344 ist ein Spendenaufruf an die Bürger zum Kirchenbau überliefert, 1347 begann man, das Fundament des Turms zu errichten. Zwei Jahre später wurde die Genehmigung zum Abriss des alten Kirchenbaus (um den herum man die neue Kirche errichtete) gegeben. Um 1360 erfolgte die Kirchenweihe. Im Jahre 1368 wurde wegen Not- und Pestzeiten und daraus resultierendem Geldmangel der Bau des Kirchturms unterbrochen. Ursprünglich steiler geplant, erhielt die Turmspitze nun einen Dachreiter in Form des verkleinerten Abbilds des Turmes selbst. Das für die Aufrichtung des Dachstuhls überlieferte Datum 1388 wurde dendrochronologisch (Fälldaten 1385–1388) bestätigt.
Nach dem 14. Jahrhundert wurde an der Nordseite der Kirche ein heute verschwundener kleiner Anbau errichtet, der als „Gerkammer“ (Sakristei) benutzt wurde. Daran westlich anschließend bestand seit 1510 die größere und etwas jüngere ehemalige Sankt Annenkapelle, auch Sodensche Kapelle genannt.
Von 1852 bis 1855 wurde das Kircheninnere unter Leitung von Ludwig Droste restauriert, neu bemalt und ausgestattet, wobei der Duve-Altar spurlos verschwand. Bei zwei Luftangriffen auf Hannover während des Zweiten Weltkriegs wurde die Kirche im Juli und Oktober 1943 bis auf die Außenmauern und die Säulen zerstört. Der überwiegende Teil des Dachstuhls blieb jedoch erhalten. Der Wiederaufbau erfolgte 1946–1952 durch die Huta Hoch- und Tiefbau nach Plänen des Architekten Dieter Oesterlen, wobei der Ziegelstein im Inneren vollständig freigelegt wurde.

## Beschreibung

### Maße, Material und Raumform
- Länge der Kirche (einschließlich Turm): 61,50 m
- Gesamtbreite: 26,60 m
- Traufhöhe: 19 m
- Höhe des Turms: 97,26 m (mit Wetterhahn genau 98 m)
- Breite des Mittelschiffs: 8 m, der Seitenschiffe je 5,40.

Das Material ist überwiegend roter Backstein. Sockel, Gesimse, Westportal und Mauerecken des Turms bestehen aus Sandstein. Die dreischiffige Halle von fünf Jochen Länge ist im deutlich größeren Hauptchor mit einem 7/10-Polygon, in den Seitenapsiden mit einem 5/10-Polygon geschlossen. Als Vorbild dafür wird die Wiesenkirche in Soest genannt, auch der mächtige Westturm steht in der Tradition westfälischer Vorbilder (z. B. die Türme der Pfarrkirchen in Salzkotten und Geseke), während für das Langhaus mit seinen von Dienstbündeln umstandenen Rundpfeilern auf St. Johannis in Lüneburg verwiesen wird.
Unter den großen Bauten der norddeutschen Backsteingotik ist die Marktkirche das südlichst gelegene Beispiel.

### Hochaltar

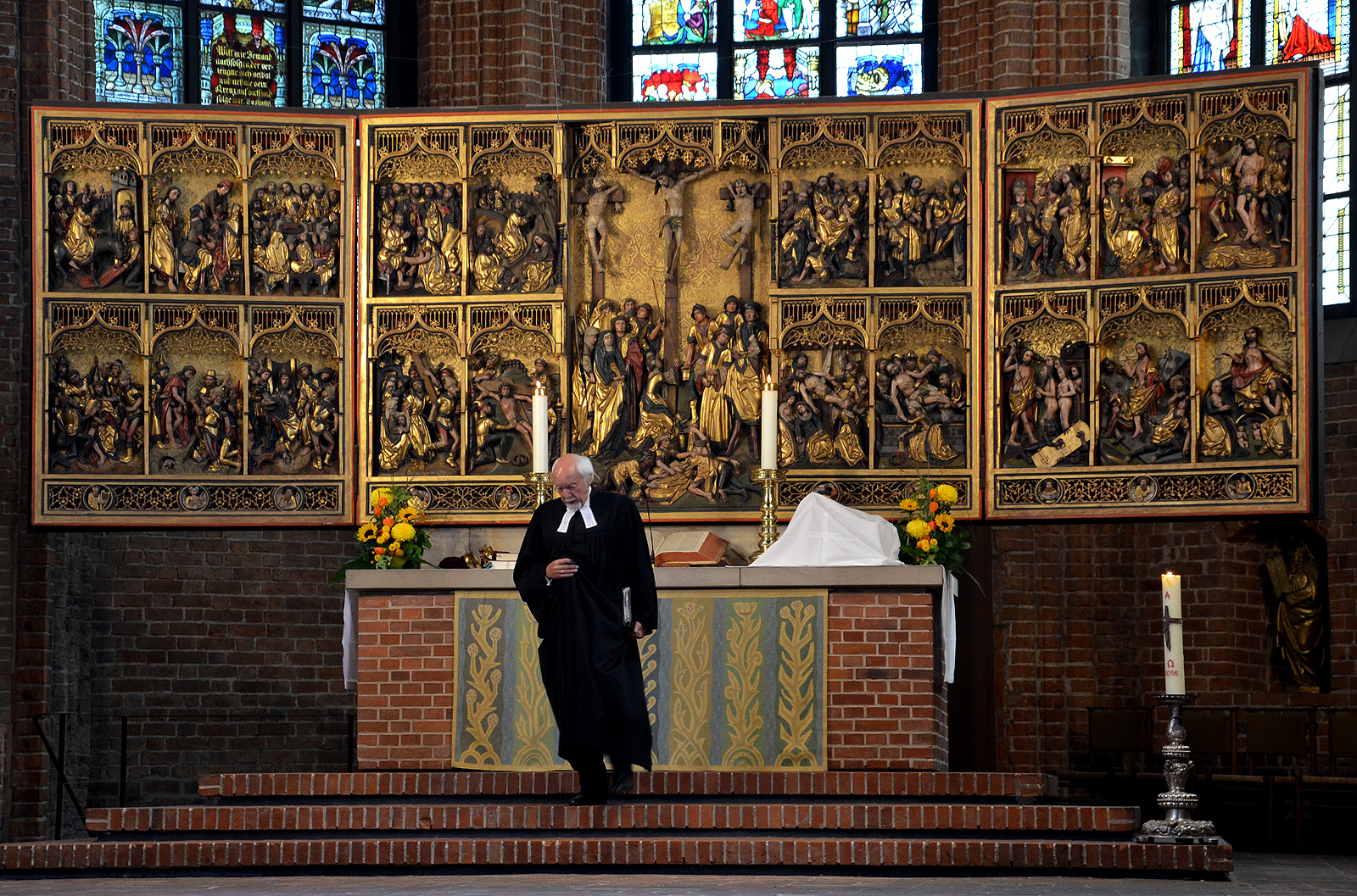
Der Hochaltar der Marktkirche

Das Retabel des Hochaltars war ursprünglich ein Doppelflügelaltar. Der Altar, entstanden um 1480, wurde 1663 beim Einbau des (von Johann Duve gestifteten) Barockaltars in die Aegidienkirche verbracht. Von dort gelangte er 1856 bei der Renovierung der Aegidienkirche ins Welfenmuseum, blieb deshalb im Zweiten Weltkrieg (bis auf die äußeren Flügel) unzerstört und befindet sich seit 1952 wieder in der Marktkirche.
Bei geöffneten Flügeln ist in 21 aus Lindenholz geschnitzten Szenen die Passion Jesu nach graphischen Vorbildern Martin Schongauers zu betrachten. Am unteren Rand befinden sich Medaillons der Prophetenköpfe, dabei fällt als „kulturhistorisches Kuriosum“ (U. Müller) der Erzvater Jakob mit Brille (vierter von links) auf. Die Außenseiten der gemalten Innenflügel (die Außenflügel sind bis auf Reste zerstört) zeigen Szenen aus Leben und Martyrium der beiden Kirchenpatrone Jakobus und Georg.

### Sonstiges

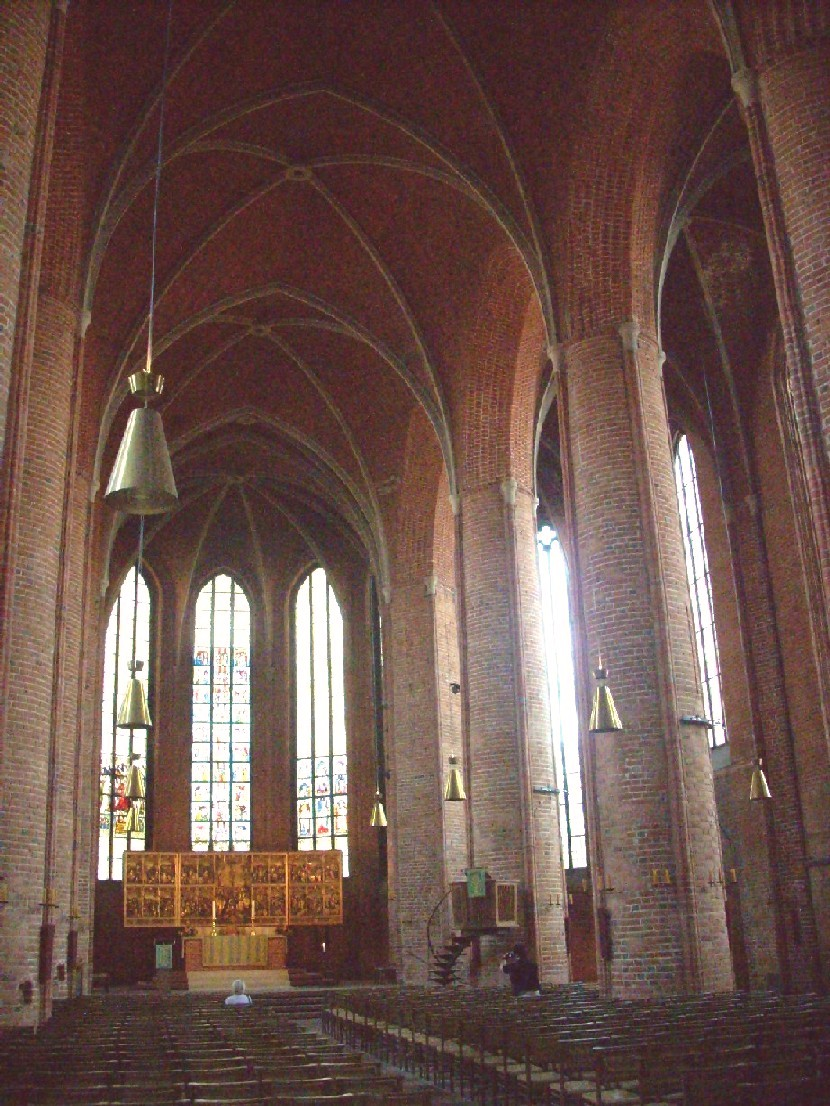
Kirchenschiff

- Um 1500 entstanden vermutlich in Hildesheim die beiden in den Seitenchören aufgestellten Taufbecken aus Messing. Das auf fünf Löwen ruhende im rechten (südlichen) Chor stammt aus der 1943 zerstörten Aegidienkirche.
- Besonders reizvoll sind die Farbverglasungen in den drei östlichen Fenstern des Hauptchors. Von den 30 Scheiben des mittleren Chorfensters stammen 20 mit ihren Märtyrerszenen noch aus dem 14. Jahrhundert (um 1370), sie gehören zu den bedeutendsten in Norddeutschland. Andere sind aus verschiedenen Fenstern hierher versetzt oder stammen aus den Restaurierungen des 19. und 20. Jahrhunderts. Zwei Fenster schuf das Atelier Alexander Linnemann und Otto Linnemann aus Frankfurt.
- Im Jahr 1624 war der Knopf und Wetterhahn auf dem Kirchturm durch Wind und Wetter so beschädigt, dass er erneuert werden musste. 1702 wurde die Turmspitze mit Kupfer belegt und ein neuer Hahn aufgesetzt, der aber im darauffolgenden Jahr wieder herunterfiel. Erst 1705 wurde abermals ein neuer Hahn aufgesetzt.
- Beim Wiederaufbau entstand im Tiefgeschoss der Bödekersaal, der Gemeindesaal, der nach Senior Hermann Wilhelm Bödeker, Marktkirchenpastor 1825–1875, benannt wurde. Hier sind auch die Kirchenfundamente zu sehen, die, wie man beim Wiederaufbau feststellte, mehr als drei Meter in die Tiefe reichen.
- Im Bödekersaal findet sich aus der Zeit des Dreißigjährigen Krieges eine Gedenktafel für 21 bei Hainholz gefallene Bürger; die Tafel ließ Pastor David Meyer anfertigen.[4]
- Im Jahr 2017 beschloss der Kirchenvorstand, das Angebot einer Schenkung des Altbundeskanzlers Gerhard Schröder in Form eines von Markus Lüpertz gestalteten 13 Meter hohen Reformationsfensters anzunehmen.[5] Nach einem vom Erben des Architekten des Kirchenwiederaufbaus angestrengten Rechtsstreit um das Urheberrecht wurde 2021 vor dem Oberlandesgericht Celle ein Vergleich erzielt, der den Einbau des 150.000 Euro teuren Buntglasfensters ermöglicht.[6][7] Im März 2022 verschob der Kirchenvorstand den Einbau des Fensters auf unbestimmte Zeit. Als Grund wurde die Haltung des Altkanzlers zum russischen Überfall auf die Ukraine und seiner unzureichenden Distanzierung vom russischen Präsidenten Putin genannt.[8] Am Reformationstag 2023 wurde das Fenster schließlich bei einem feierlichen Gottesdienst eingeweiht.[9]

### Orgeln
Erste Hinweise auf eine Orgel in der Marktkirche finden sich in Quellen für das Jahr 1403; das Instrument muss an der Seite der St.-Annen-Kapelle im nördlichen Seitenschiff gestanden haben. Eine erste Orgel auf der Westempore der Marktkirche wurde in den Jahren 1589–1594 erbaut, begonnen durch die Orgelbauer Henning Henke und Severin Krosche aus Hildesheim, fertiggestellt durch den Orgelbauer Andreas de Mare. Im Laufe der Jahre wurde dieses Instrument mehrfach ergänzt und umgebaut, u. a. durch die Orgelbauer Conrad Abt (Minden), Adolph Compenius und Friedrich Besser (Braunschweig). Im Jahre 1733 wurde das Instrument durch den Hoforgelbauer Christian Vater aus Hannover umfassend repariert und vergrößert.

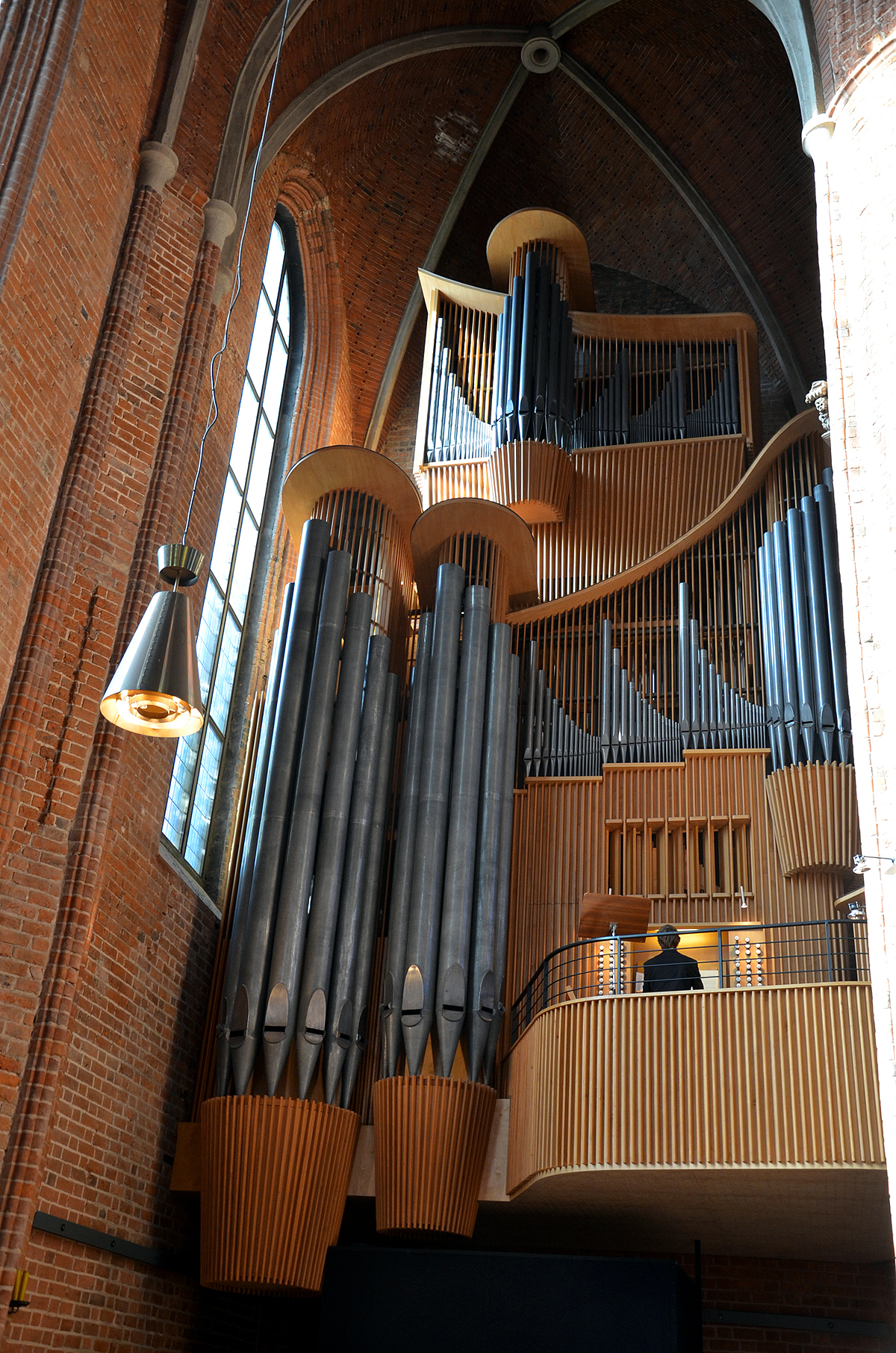
Der Organist Ulfert Smidt an der großen Orgel der Marktkirche

Von 1852 bis 1855 wurde die Marktkirche umgebaut. In der Turmhalle wurde ein Zwischengewölbe mit einer neuen Empore eingezogen. Auf dieser Empore errichtete der Orgelbauer Eduard Meyer (Hannover) ein neues Instrument in einem neogotischen Gehäuseprospekt. In dem Instrument, das 46 Register hatte, wurde Pfeifensubstanz aus dem bisherigen Instrument wiederverwendet. 1893 wurde die Orgel von der Orgelbaufirma Furtwängler & Hammer umgebaut und erweitert, und 1940/41 im Sinne der Orgelbewegung umgebaut. Im Zweiten Weltkrieg wurde dieses Instrument weitgehend zerstört und 1946 beim Wiederaufbau der Kirche beseitigt.

#### Hauptorgel
Die heutige große Orgel befindet sich an der Rückwand des südlichen Seitenschiffs der Marktkirche. Sie geht zurück auf ein Instrument, das in den Jahren 1953–1954 von den Orgelbaufirmen Emil Hammer Orgelbau (Hannover) und Rudolf von Beckerath Orgelbau (Hamburg) mit 61 Registern auf vier Manualen und Pedal erbaut wurde. Der von Dieter Oesterlen entworfene Orgelprospekt mit seinen geschwungenen Linien im Nierentisch-Design steht unter Denkmalschutz. Bereits kurz nach Einweihung zeigten sich erste Probleme mit dem technischen Zustand; das Instrument erwies sich als anfällig und reparaturbedürftig, so dass bereits in den 1960er Jahren erste Planungen hinsichtlich einer gründlichen Überarbeitung begannen. In den 1970er Jahren wurde das Instrument durch die Orgelbaufirma Rensch (Lauffen/Neckar) umgebaut; Veränderungen wurden nicht nur im technischen Bereich durchgeführt, sondern die Disposition wurde im französisch-symphonischen Sinne verändert. Trotzdem verschlechterte sich der Zustand des Instrumentes weiter, so dass Ende der 1990er Jahre mit Planungen zum Um- bzw. Neubau begonnen wurde.
In den Jahren 2007 bis 2009 wurde das Instrument durch Orgelbau Goll (Luzern) im Oesterlen-Prospekt und unter Wiederverwendung von ca. 50 % des Pfeifenmaterials technisch und klanglich neu gebaut. Es hat heute 64 Register, darunter 39 Register, die teilweise oder ganz aus dem Pfeifenmaterial der Vorgängerorgel bestehen. Die Spieltrakturen sind mechanisch. Das Instrument verfügt über eine doppelte (mechanische und elektrische) Registertraktur.
| I Rückpositiv C–a3 |                 |          |   |
| 1.                 | Principal       | 08′      | H |
| 2.                 | Rohrflöte       | 08′      | H |
| 3.                 | Quintadena      | 08′      |   |
| 4.                 | Praestant       | 04′      | H |
| 5.                 | Blockflöte      | 04′      |   |
| 6.                 | Nasat           | 02 ⁄3′0  |   |
| 7.                 | Octave          | 02′      | H |
| 8.                 | Waldflöte       | 02′      |   |
| 9.                 | Quinte          | 01 ⁄3′   | H |
| 10.                | Sifflet         | 01′      |   |
| 11.                | Scharf IV       | 01′      |   |
| 12.                | Sesquialtera II | 02 ⁄3′ 0 | H |
| 13.                | Dulcian         | 16′      |   |
| 14.                | Cromorne        | 08′      |   |
|                    | Tremulant       |          |   |

| II Hauptwerk C–a3 |                   |          |   |
| 15.               | Principal         | 16′      | H |
| 16.               | Praestant         | 08′      | H |
| 17.               | Bordun            | 08′      | H |
| 18.               | Viola da Gamba    | 08′      |   |
| 19.               | Doppelflöte       | 08′      |   |
| 20.               | Octave            | 04′      | H |
| 21.               | Gemshorn          | 04′      |   |
| 22.               | Quinte            | 02 ⁄3′ 0 | H |
| 23.               | Octave            | 02′      | H |
| 24.               | Mixtur major IV-V | 02′      |   |
| 25.               | Mixtur minor IV   | 01 ⁄3′   |   |
| 26.               | Cornett V         | 08′      | H |
| 27.               | Trompete          | 16′      | H |
| 28.               | Trompete          | 08′      | H |

| III Schwellwerk C–a3 |                 |         |   |
| 29.                  | Bourdon         | 16′     | H |
| 30.                  | Geigenprincipal | 08′     | H |
| 31.                  | Principal maris | 08′     | H |
| 32.                  | Cor de nuit     | 08′     |   |
| 33.                  | Gambe           | 08′     | H |
| 34.                  | Vox coelestis   | 08′     | H |
| 35.                  | Octave          | 04′     | H |
| 36.                  | Traversflöte    | 04′     |   |
| 37.                  | Nasat           | 02 ⁄3′0 | H |
| 38.                  | Schwiegel       | 02′     | H |
| 39.                  | Terz            | 01 3⁄5′ | H |
| 40.                  | Mixtur III-V    | 02′     | H |
| 41.                  | Basson          | 16′     |   |
| 42.                  | Trompette harm. | 08′     | H |
| 43.                  | Hautbois        | 08′     | H |
| 44.                  | Clairon         | 04′     | H |
|                      | Tremulant       |         |   |

| IV Echowerk C–a3 |                |       |   |
| 45.              | Holzgedackt    | 08′   | H |
| 46.              | Flauto amabile | 08′   |   |
| 47.              | Salicet        | 04′   |   |
| 48.              | Fernflöte      | 04′   |   |
| 49.              | Flageolet      | 02′   |   |
| 50.              | Vox humana     | 08′ 0 | H |
| 51.              | Klarinette     | 08′   |   |
|                  | Tremulant      |       |   |

| Pedal C–f1 |               |          |   |
| 52.        | Untersatz     | 32′      | H |
| 53.        | Principal     | 16′      |   |
| 54.        | Violonbass    | 16′      |   |
| 55.        | Subbass       | 16′      | H |
| 56.        | Octave        | 08′      | H |
| 57.        | Gedacktbass   | 08′      | H |
| 58.        | Violon        | 08′      |   |
| 59.        | Octave        | 04′      | H |
| 60.        | Hintersatz IV | 02 ⁄3′ 0 | H |
| 61.        | Kontraposaune | 32′      |   |
| 62.        | Posaune       | 16′      | H |
| 63.        | Trompete      | 08′      | H |
| 64.        | Klarine       | 04′      | H |

- Koppeln: I/II, III/I, III/II, I/P, II/P, III/P
- Spielhilfen: Elektronische Setzeranlage, Crescendowalze
- Anmerkungen

H = Register aus vorhandenem Pfeifenmaterial
1. ↑  ab Gis, C–G Rohrflöte 8′ & Quintadena 8′ zusammen.
2. ↑  C–f0 gedeckt, ab fis0 offen.
3. ↑  C–H gemeinsam mit Bordun 8′, ab fis0 doppelt labiert.
4. ↑  ab g0.
5. ↑  ab c0, unterschwebend.
6. ↑  ab c0.
7. ↑  ab c1 überblasend.
8. ↑  C–f0 gemeinsam mit Holzgedackt 8′.
9. ↑  C–H gemeinsam mit Salicet 4′, ab c1 überblasend.
10. ↑  C–E akustisch aus 102/3′ + Subbass 16′, F–H gedeckter 32′, ab c0 Oktavextension aus Subbass 16′.
11. ↑  ab c0 Oktavextension aus Violon 8′.
12. ↑  C–H mit halber Becherlänge, ab c0 Oktavextension aus Posaune 16′.

#### Chorensemble-Orgel

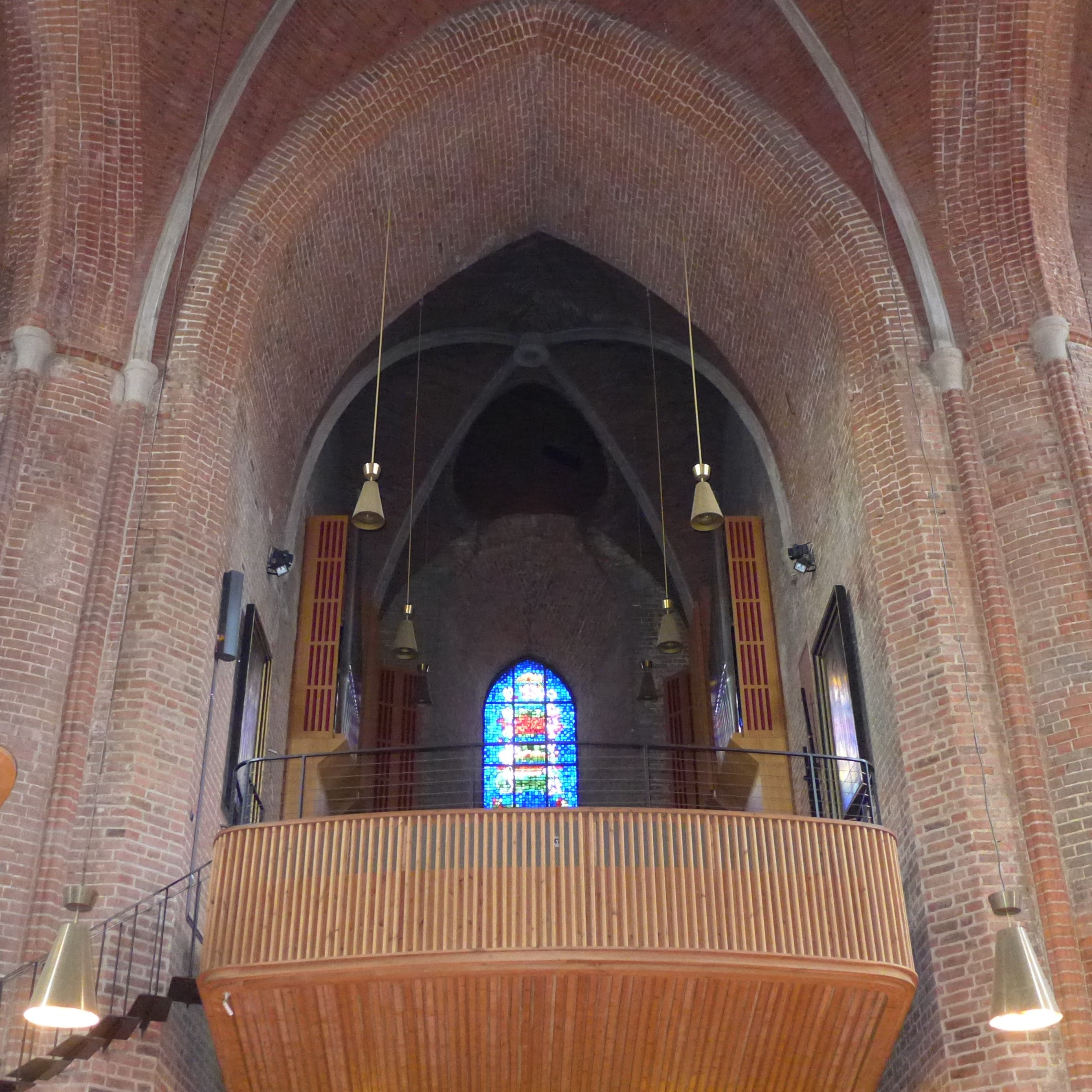
Chorensemble-Orgel

2008 wurde die sog. Chorensemble-Orgel auf der Turmempore eingeweiht, erbaut durch Eule Orgelbau Bautzen. Die Orgel hat 15 Register (darunter zwei Transmissionen) auf zwei Manualwerken und Pedal, und ist in Anlehnung an französische Chororgeln des 19. Jahrhunderts disponiert. Das Instrument hat mechanische Spieltrakturen und elektrische Registertrakturen.
| I Hauptwerk C–c4 |            |      |
| 1.               | Bordun     | 16’  |
| 2.               | Principal  | 08’  |
| 3.               | Flöte      | 08’  |
| 4.               | Oktave     | 04’  |
| 5.               | Cornett II | 05⅓’ |

| II Schwellwerk C–c4 |                   |     |
| 6.                  | Lieblich Gedackt  | 08’ |
| 7.                  | Gambe             | 08’ |
| 8.                  | Unda maris        | 08’ |
| 9.                  | Flauto traverso   | 04’ |
| 10.                 | Fugara            | 04’ |
| 11.                 | Progressio III-IV | 02’ |
| 12.                 | Trompete          | 08’ |
|                     | Tremulant         |     |
| 13.                 | Musiziergedackt   | 08’ |

| Pedalwerk C–f1 |                  |     |
| 14.            | Bordun (= Nr. 1) | 16’ |
| 15.            | Flöte (= Nr. 3)  | 08’ |

- Koppeln: II/I (auch als Superoktavkoppel), I/P, II/P

1. ↑  Umfang: H, C–c4, umschaltbar von 440 Hz auf 415 Hz.

#### Italienische Orgel

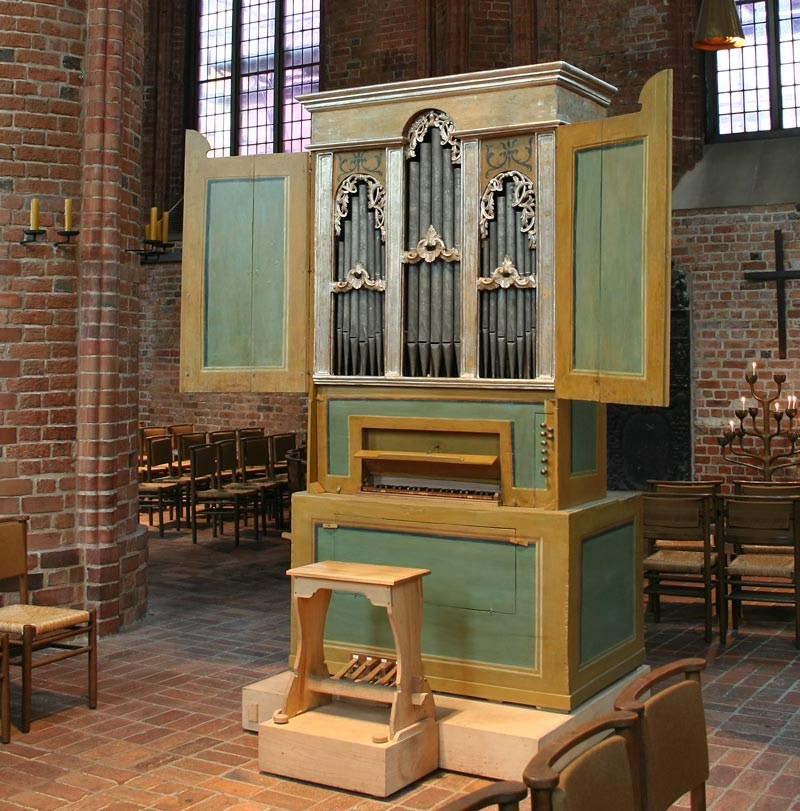
Italienische Orgel

Seit 2003 befindet sich in der Marktkirche die sog. Italienische Orgel, ein Instrument, das 1780 von dem Orgelbauer Fabrizio Cimino geschaffen wurde und im Jahre 2003 in der Marktkirche Hannover aufgestellt wurde. 2007 wurde das Instrument durch den Orgelbauer Jörg Bente (Helsinghausen) und den Kunstrestaurator Paul-Uwe Dietzsch (Worpswede) restauriert. Die Orgel hat 7 Register auf einem Manualwerk (CDEFGA-c3: Principale 8', Ottava 4', Decimaquinta 2', Decimanona 1 1⁄3', Vigesima seconda 1', Voce umana, Flauto a Duodecima 2 2⁄3'). Das Pedal (CDEFGABH) ist angehängt. Das Instrument ist mitteltonig auf 440 Hz gestimmt. Die Windversorgung erfolgt über zwei Keilbälge, die im Untergehäuse untergebracht sind, und sowohl mittels eines elektrischen Gebläses, als auch manuell bedienbar sind.

### Glocken
Das Geläut der Marktkirche ist nach dem Geläut des Hildesheimer Domes und des Braunschweiger Domes das drittgrößte in Niedersachsen und besteht aus elf Kirchenglocken. Die große Christus- und Friedensglocke selbst ist die größte Glocke Niedersachsens und erklingt nur an Festtagen und zu besonderen Anlässen.

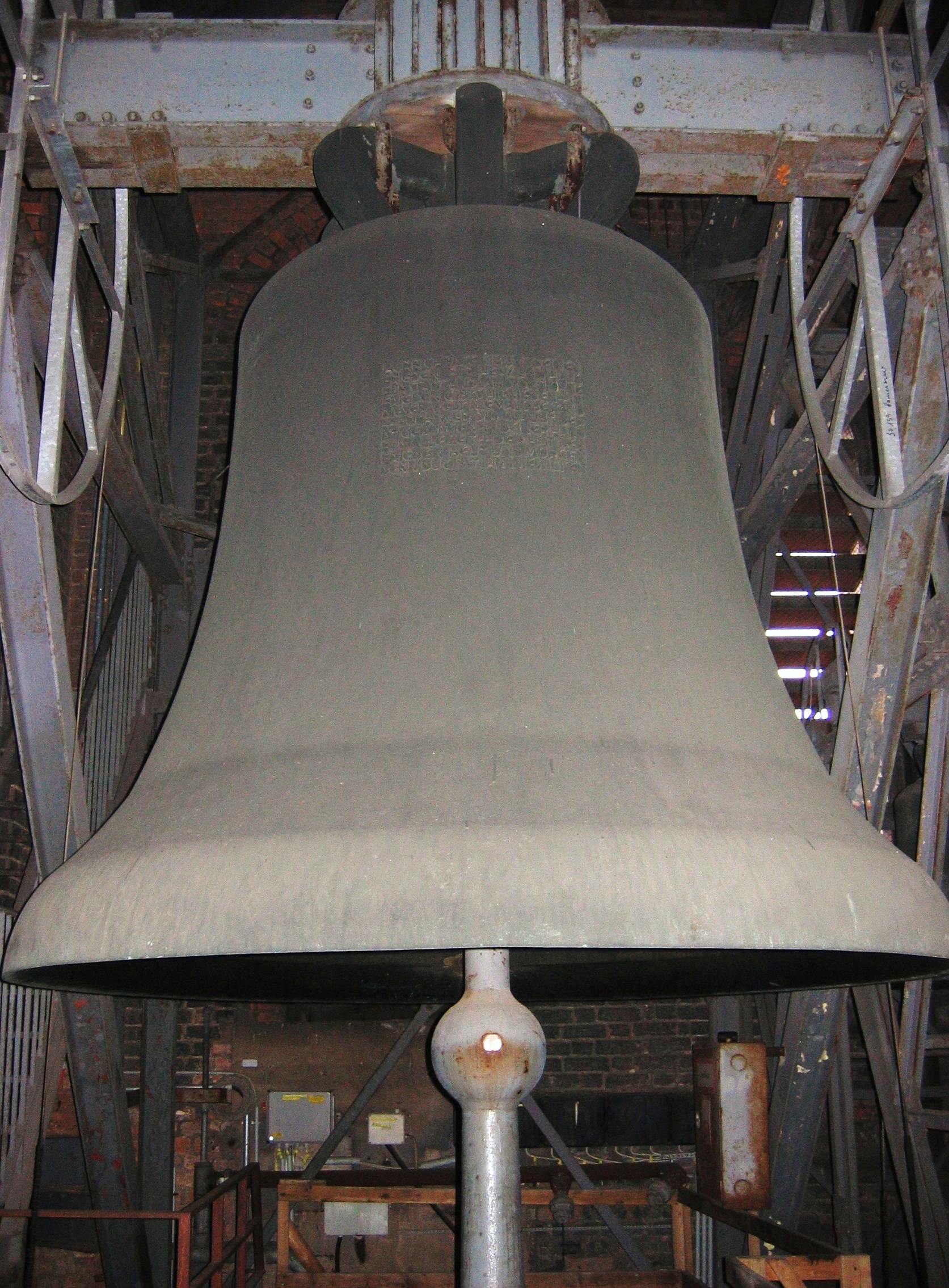
Christus- und Friedensglocke
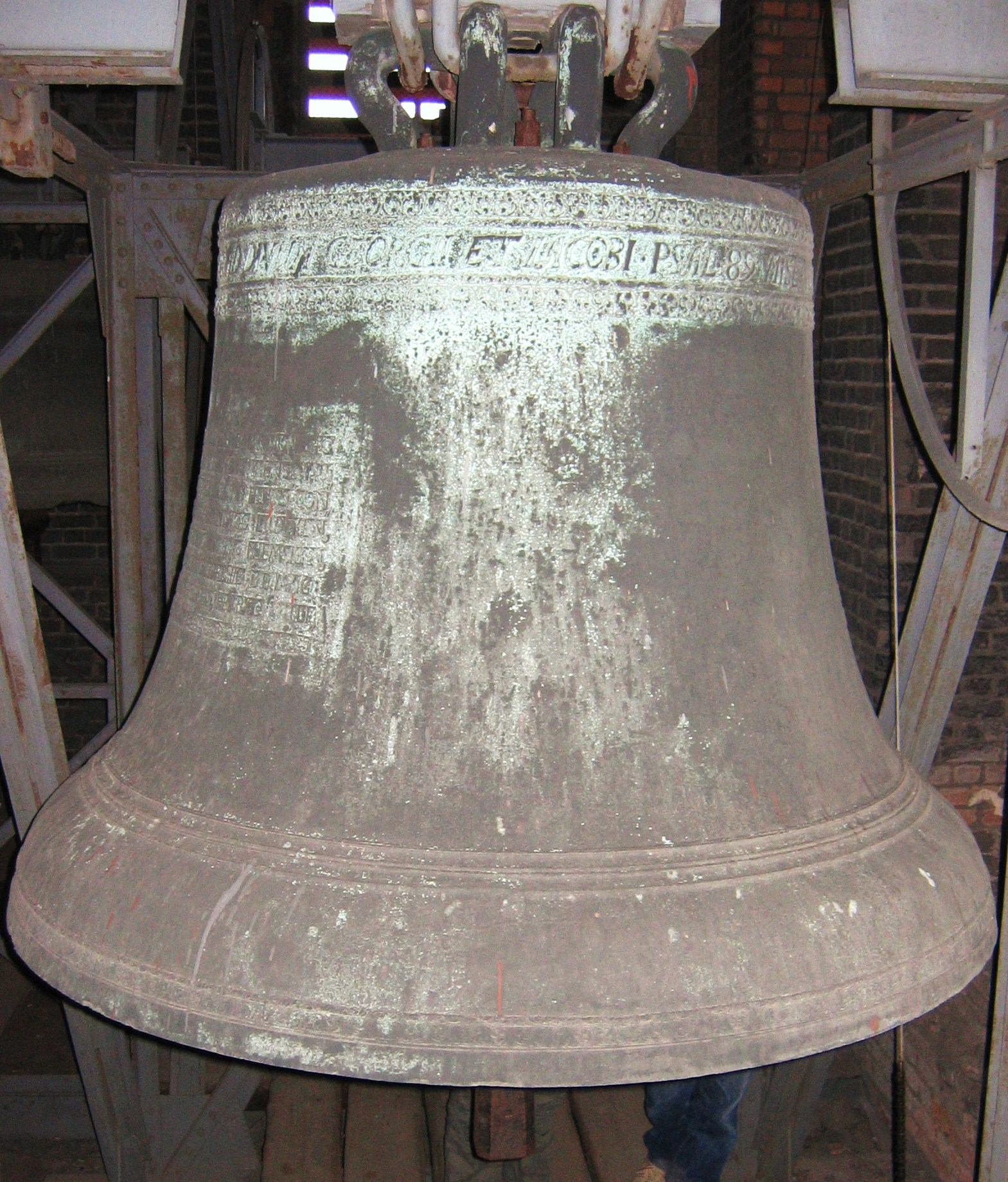
Großer David.

Der Große David war ursprünglich von Pastor David Meyer für die Kreuzkirche gestiftet worden und gelangte erst nach dem Zweiten Weltkrieg in die Marktkirche. Auch die Georgenglocke und die größere Viertelstundenglocke gehörten ursprünglich zur Kreuzkirche. Die ausführliche Läuteordnung teilt jeder Kirchenjahreszeit und den einzelnen Festtagen verschiedene Glockenkombinationen (Motive) zu. Ferner sind drei Uhrschlag-Glocken in der Turmlaterne vorhanden.

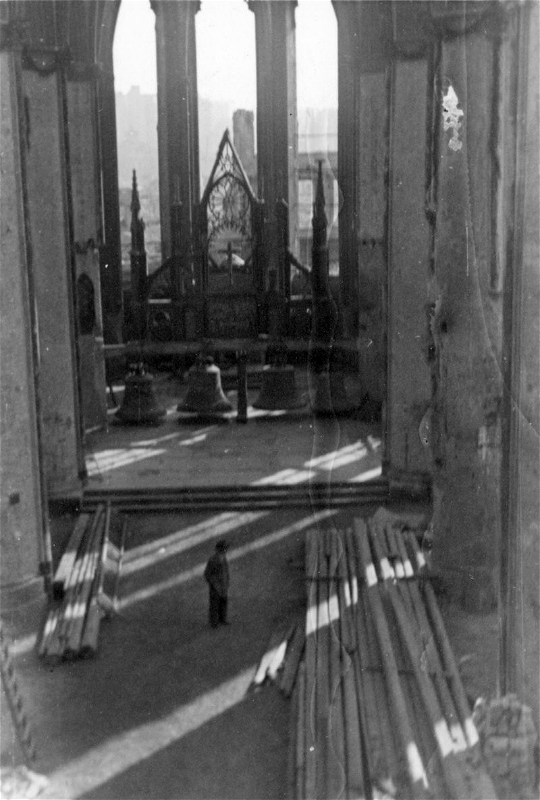
1945: Vier Glocken im Altarraum der ausgebrannten Kirche

| Nr. | Name                         | Gussjahr | Gießer, Gussort                         | Durchmesser (mm) | Gewicht (kg) | Schlagton |
| 1   | Christus- und Friedensglocke | 1960     | Friedrich Wilhelm Schilling, Heidelberg | 2460             | 10360        | e0 +2     |
| 2   | Großer David                 | 1650     | Ludolph Siegfriedt, Hannover            | 1830             | 3800         | a0 ±0     |
| 3   | Marienglocke                 | 1951     | Friedrich Wilhelm Schilling, Heidelberg | 1600             | 2462         | h0 +2     |
| 4   | Georgenglocke                | 1653     | Ludolph Siegfriedt, Hannover            | 1470             | 1800         | cis'      |
| 5   | Vaterunserglocke             | 1951     | Friedrich Wilhelm Schilling, Heidelberg | 1370             | 1380         | d'        |
| 6   | Morgenglocke                 | 1959     | Friedrich Wilhelm Schilling, Heidelberg | 1180             | 1050         | e'        |
| 7   | Jakobusglocke                | 1951     | Friedrich Wilhelm Schilling, Heidelberg | 1050             | 623          | fis'      |
| 8   | Taufglocke                   | 1951     | Friedrich Wilhelm Schilling, Heidelberg | 880              | 358          | a'        |
| 9   | Ewigkeitsglocke              | 1959     | Friedrich Wilhelm Schilling, Heidelberg | 780              | 340          | h'        |
| 10  | Liedglocke                   | 1951     | Friedrich Wilhelm Schilling, Heidelberg | 700              | 237          | cis''     |
| 11  | Thomasglocke                 | 1733     | Thomas Riedeweg, Hannover               | 660              | 140          | dis''     |
| I   | Stundenglocke                | 1672     | Ludolph Siegfriedt, Hannover            | 1140             | 680          | d'        |
| II  | Große Viertelstundenglocke   | 1654     | Ludolph Siegfriedt, Hannover            | 1030             | 644          | e'        |
| III | Kleine Viertelstundenglocke  | 1722     | Thomas Riedeweg, Hannover               | 1080             | 515          | f'        |

## Äußeres

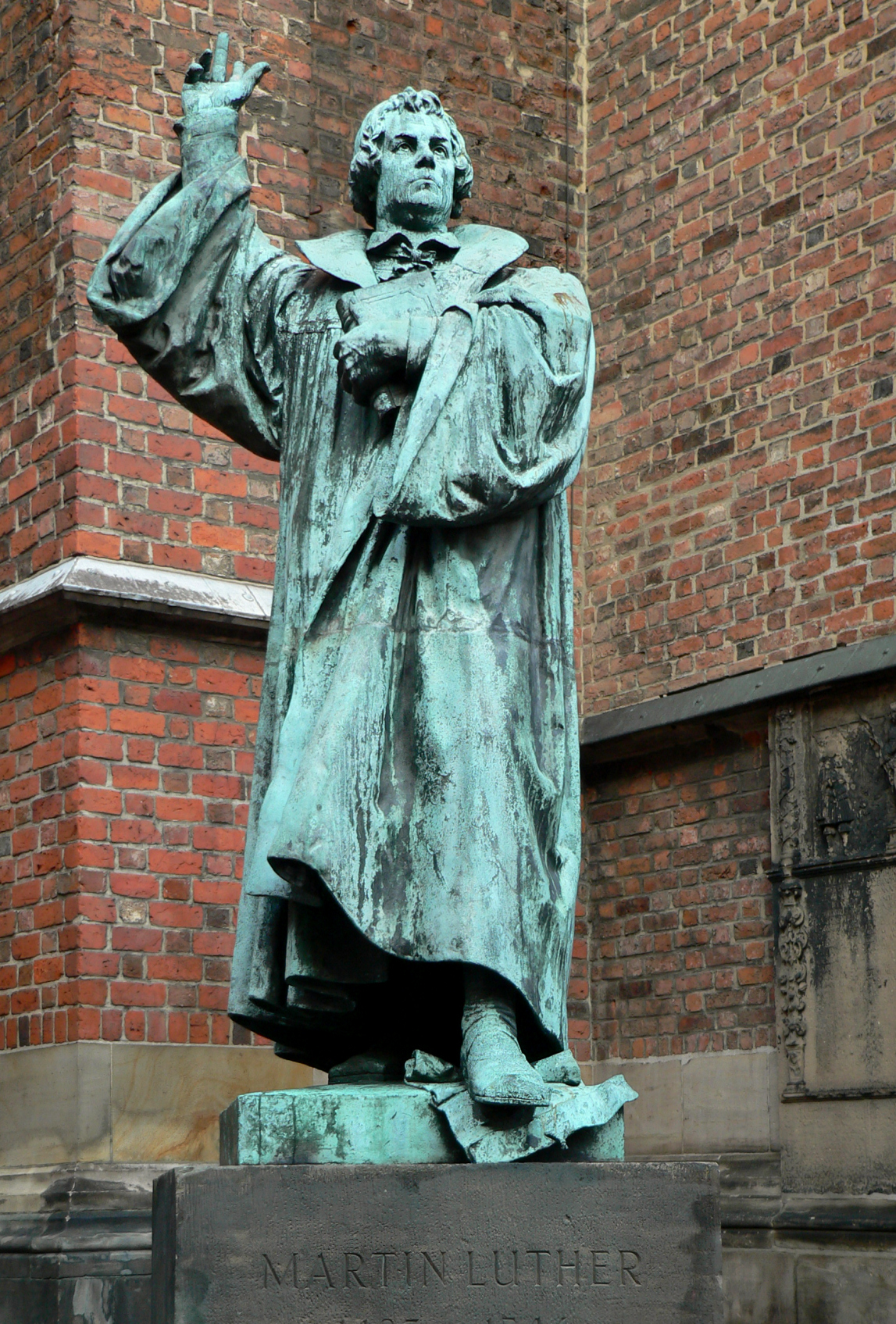
Martin-Luther-Denkmal

- An drei Giebeldreiecken des Turms sind Zeichen angebracht: an der Ostseite ein umgedrehtes Pentagramm (Drudenfuß), an der Nord- und Südseite je ein Hexagramm (Davidschild).[17]
- Das Bronzeportal des Westeingangs (des heutigen Haupteingangs) schuf 1959 Gerhard Marcks. Es zeigt unter dem Motto discordia et concordia (Zwietracht und Eintracht) unter dem zweistämmigen Lebensbaum menschliche Grundsituationen, wobei der Bildhauer auch nicht die unmittelbare Vergangenheit Deutschlands aussparte, wie man an den Szenen mit Galgen und Panzer, einem Naziredner, Leichenbergen und brennenden Häusern sieht. Über allem erscheint im oberen Feld der auferstehende Christus. Das Portal ist eine Stiftung der Stadt Hannover zum 600-jährigen Bestehen der Marktkirche.
- Über dem Westportal sind auf den Ecken die Skulpturen der Namenspatrone der Marktkirche zu sehen: links der Heilige Georg, der Drachentöter, und rechts der Heilige Jakobus mit dem Pilgerstab, beides Schöpfungen des Braunschweiger Bildhauers Jürgen Weber (1992).[18] Von den Skulpturen der beiden Heiligen, die früher dort standen, wurde Jakobus im Zweiten Weltkrieg zerstört und Georg im linken (nördlichen) Chor angebracht.
- Außen am ehemaligen Südportal sind in der Höhe zwei Sonnenuhren zu sehen: rechts oben eine von 1555, links am Pfeiler die sogenannte Kanonialuhr mit Gebetszeitenangabe, die wahrscheinlich aus der Bauzeit der Kirche stammt. Damit dürfte diese Sonnenuhr die älteste Uhr Hannovers sein.
- Die beiden Skulpturen an den Seiten des Kirchturms stammen von dem hannoverschen Bildhauer Carl Dopmeyer und stellen an der Nordseite Hermann Wilhelm Bödeker und an der Südseite Martin Luther dar.
- Die Epitaphien und Grabplatten (innen und außen) stammen überwiegend aus dem 16./17. Jahrhundert. In der Marktkirche liegen u. a. Antonius Corvinus († 1553), der Reformator Niedersachsens, und der auf dänischer Seite kämpfende Reitergeneral Hans Michael Elias von Obentraut (gefallen 1625 bei Seelze), den man früher als historisches Urbild des Deutschen Michels ansah.
- Darüber hinaus findet man auch heute noch Grabplatten und Epitaphe von Bürgermeistern und Honoratioren der Stadt Hannover. Beispiele sind etwa Hans Blome d. J.[19] und Franz von Wintheim. Diese wurden in der Marktkirche bestattet. Später wurden Grabplatten und Epitaphe innerhalb der Kirche an andere Wände im Innen- und Außenbereich verbracht. Das Epitaph des Franz von Wintheim befand sich früher in der Nikolaikapelle und wurde erst nach dem Zweiten Weltkrieg in die Marktkirche versetzt.[20]

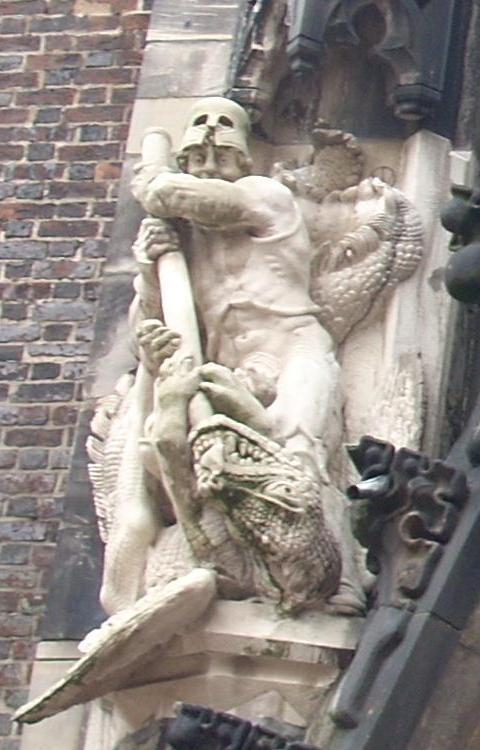
Portalskulptur links: Hl. Georg
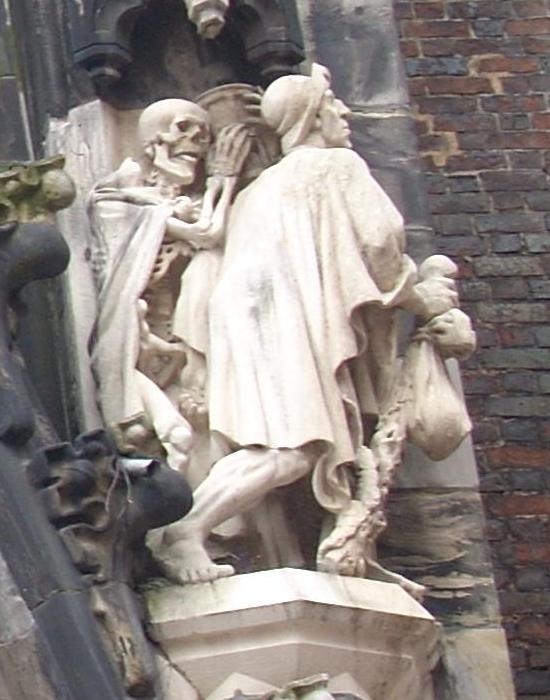
Portalskulptur rechts: Hl. Jakobus
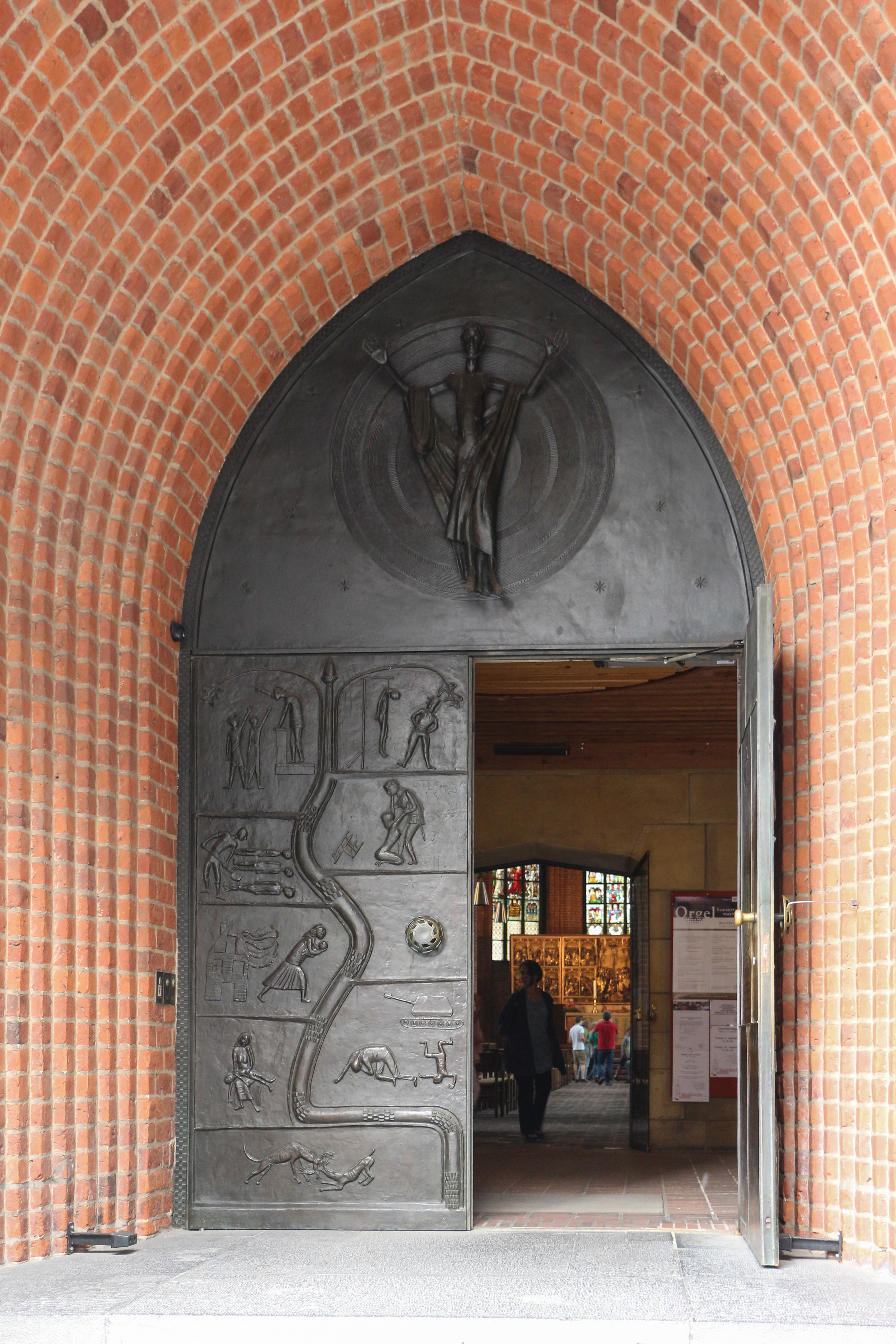
Bronzeportal von Gerhard Marcks (1959)
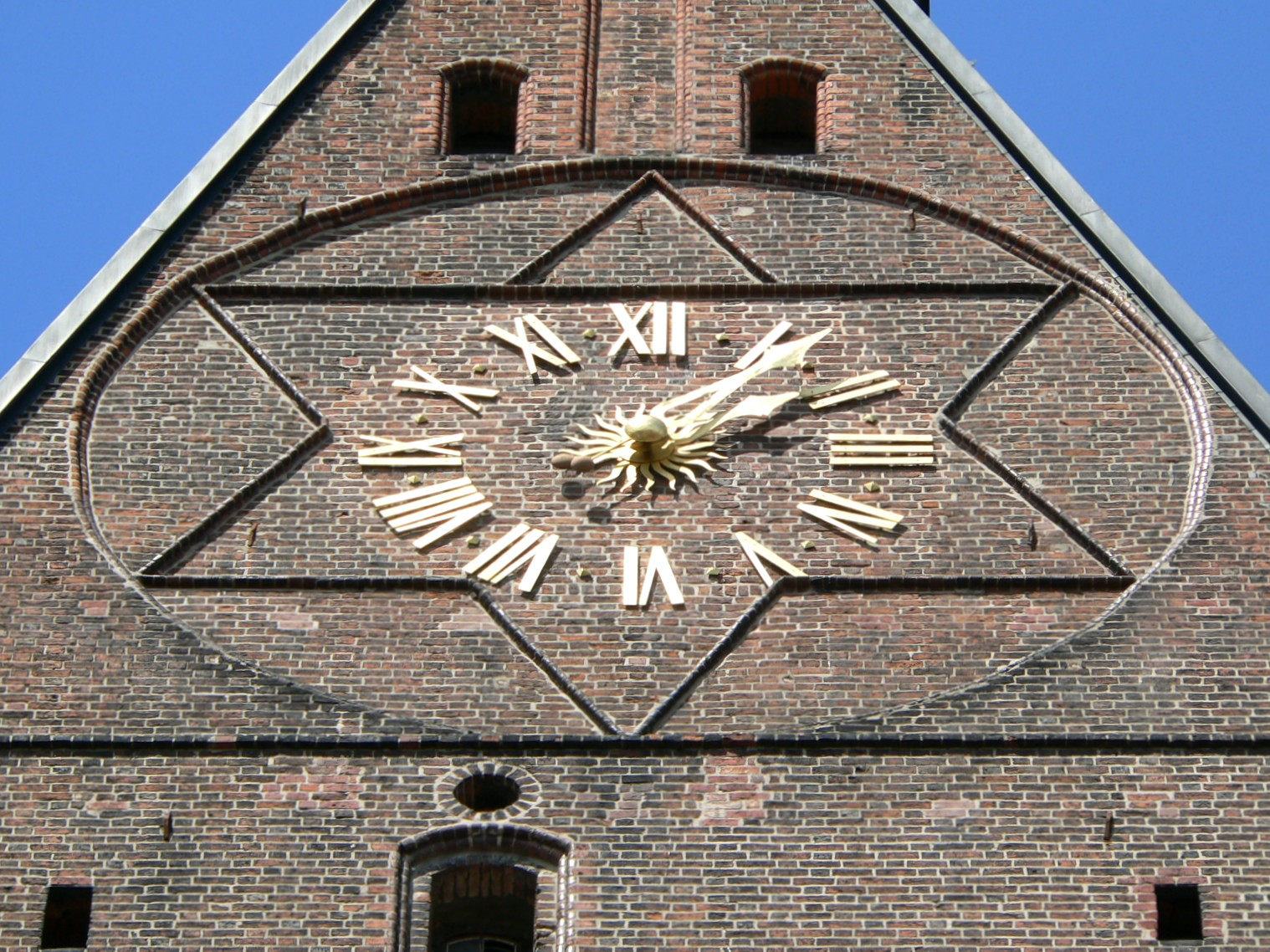
Turmuhr der Marktkirche
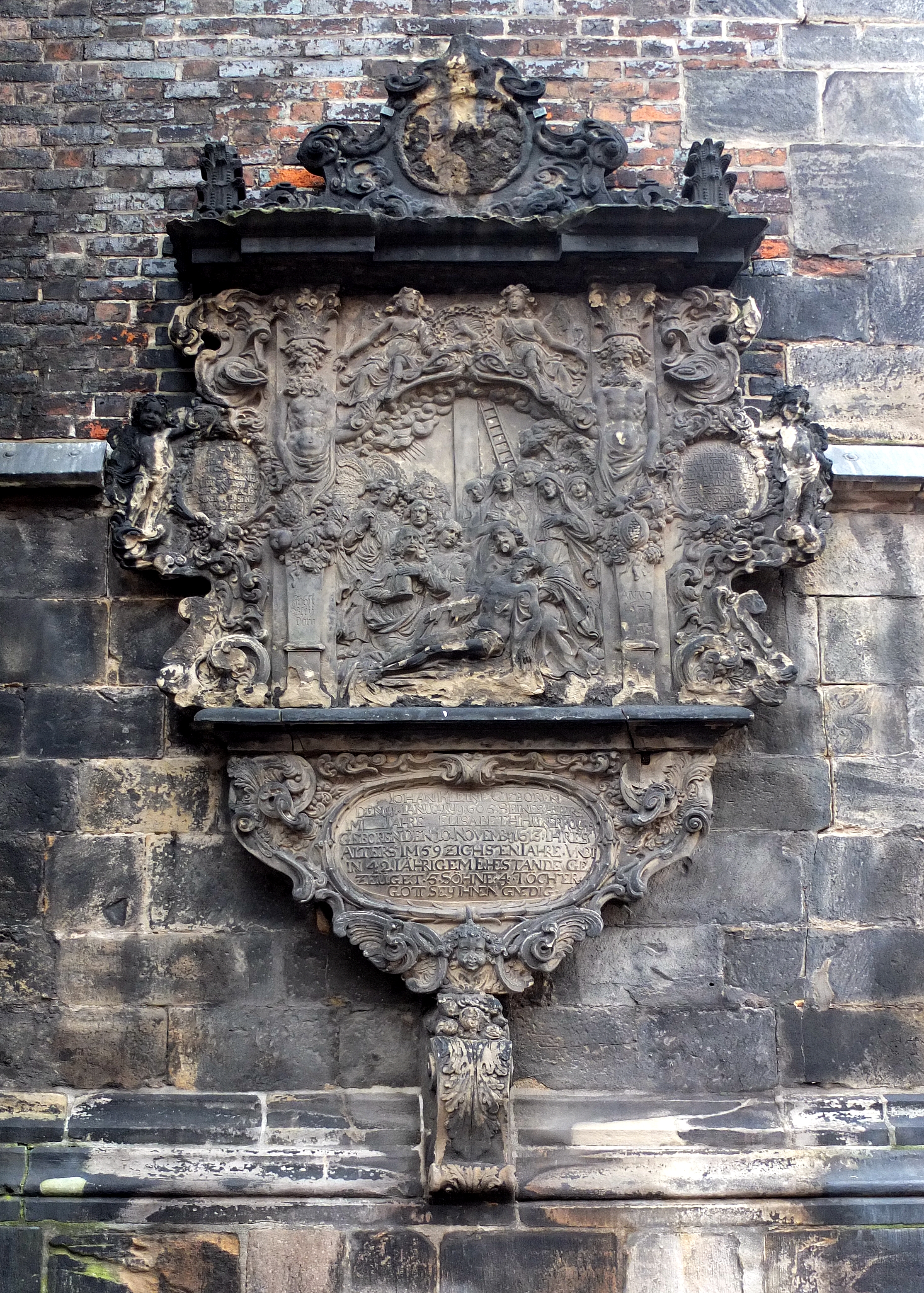
Epitaph für Johann Kleine († 1672) von Jobst Bleidorn
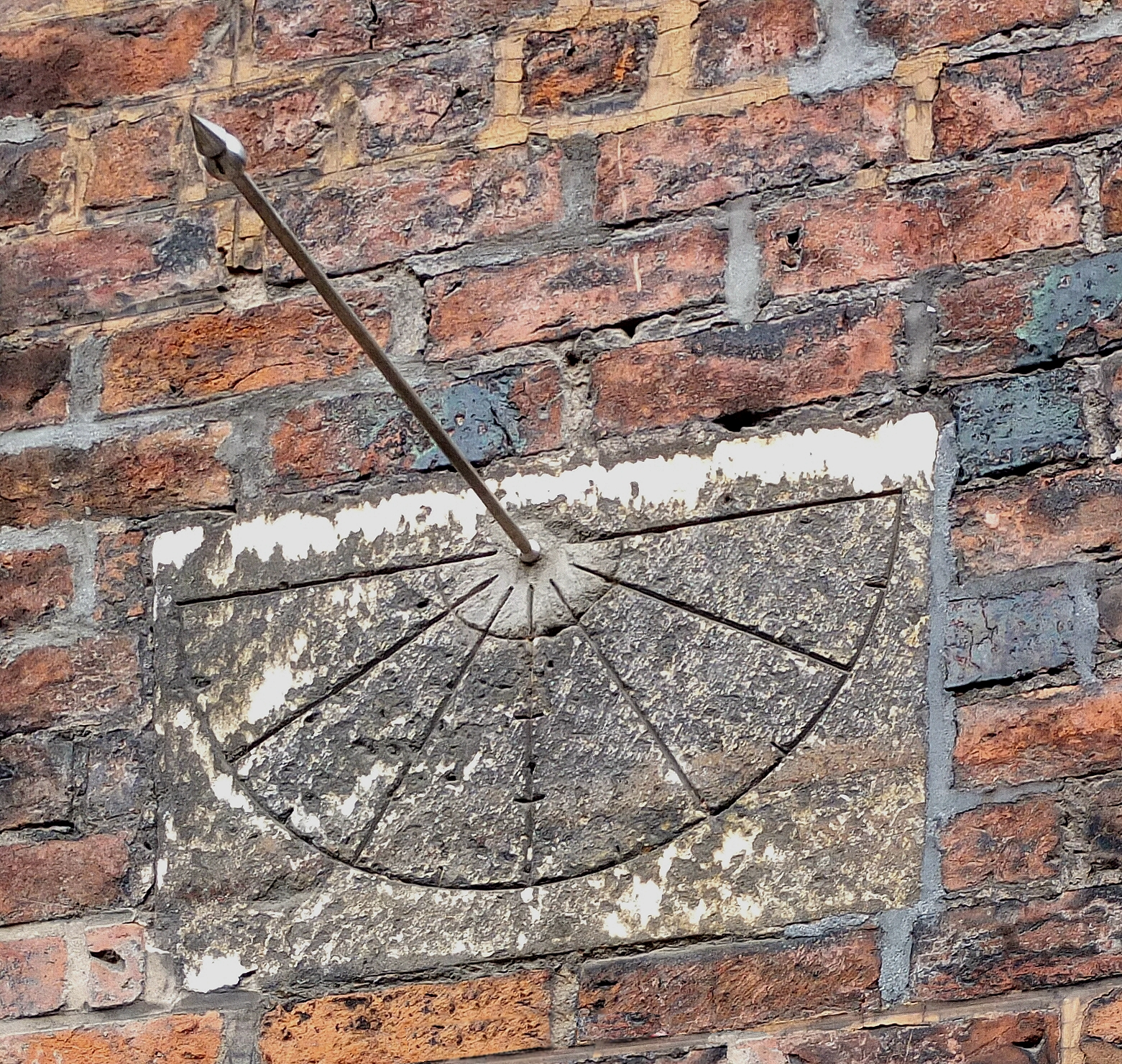
Sonnenuhr 14. Jahrhundert
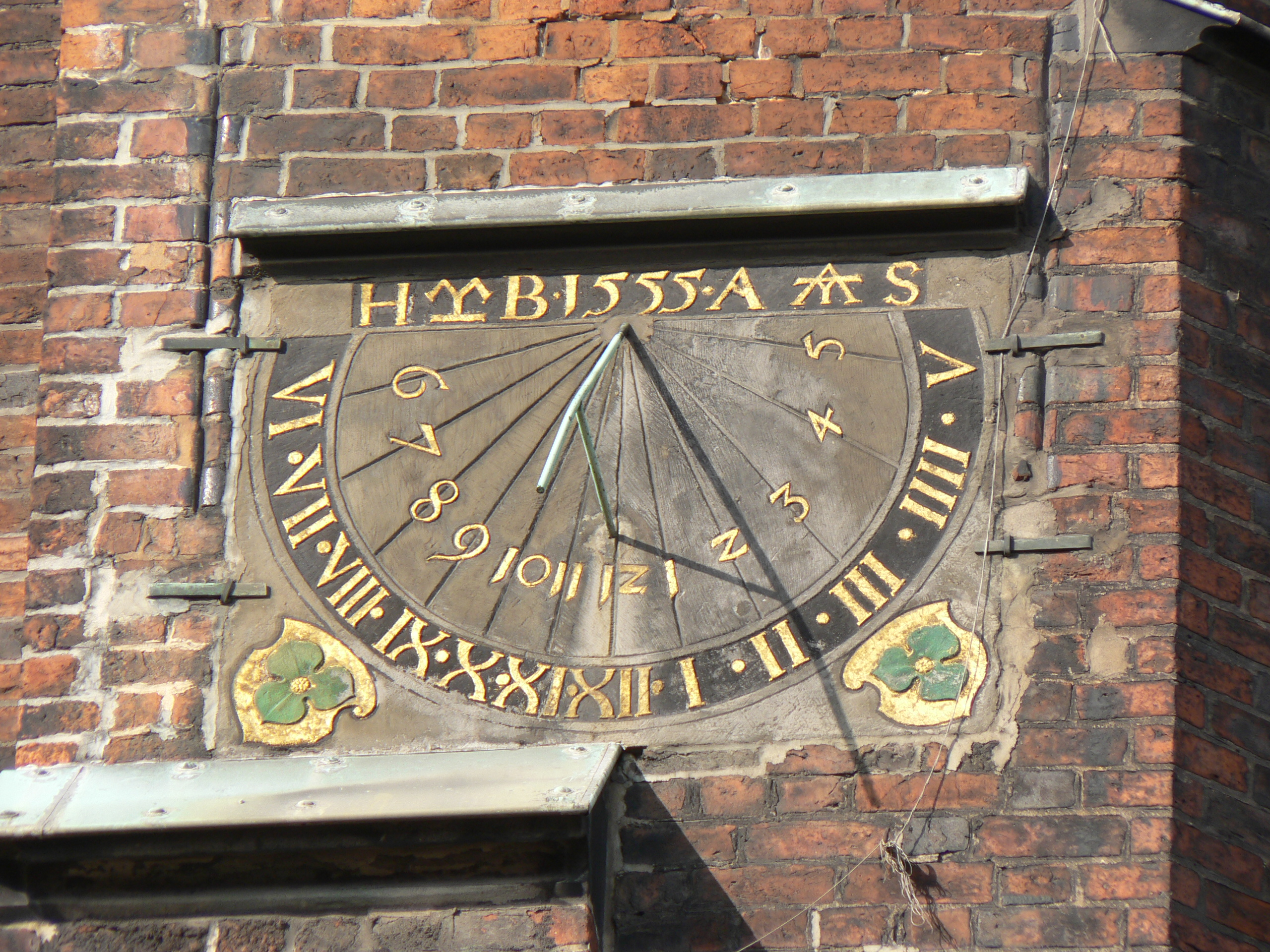
Sonnenuhr von 1555

## Umgebung
Auf dem Marktplatz, zwischen Marktkirche und Altem Rathaus, fand am 26. Juni 1533 das historische Ereignis statt, das man als Beginn der Reformation in Hannover bezeichnen kann: der Schwur der versammelten Bürgerschaft unter ihrem „Worthalter“ Dietrich Arnsborg. Diese Szene wurde von Ferdinand Hodler in seinem Wandgemälde Einmütigkeit (1913) im Hodler-Saal des Neuen Rathauses von Hannover festgehalten.
Seit etwa 1850 findet der Weihnachtsmarkt Hannover im historischen Altstadtkern rund um die Marktkirche statt. Wegen seines stimmungsvollen Ambientes in Straßenzügen mit Fachwerkhäusern gilt er mit seinen etwa 120 Ständen als touristische Attraktion. 2007 verzeichnete er rund 1,5 Millionen Besucher.
Einige Schritte vom Westportal entfernt in Richtung der Kramerstraße sowie der Knochenhauerstraße gibt es ein Kreuz im Pflaster. Von diesem Standpunkt aus bietet sich der Vierkirchenblick auf die Türme der Marktkirche, der Aegidienkirche, der Kreuzkirche und der Neustädter Kirche. Diese Stelle galt schon vor 300 Jahren als eines der sieben Wahrzeichen der Stadt Hannover, die die wandernden Handwerksburschen kennen mussten.

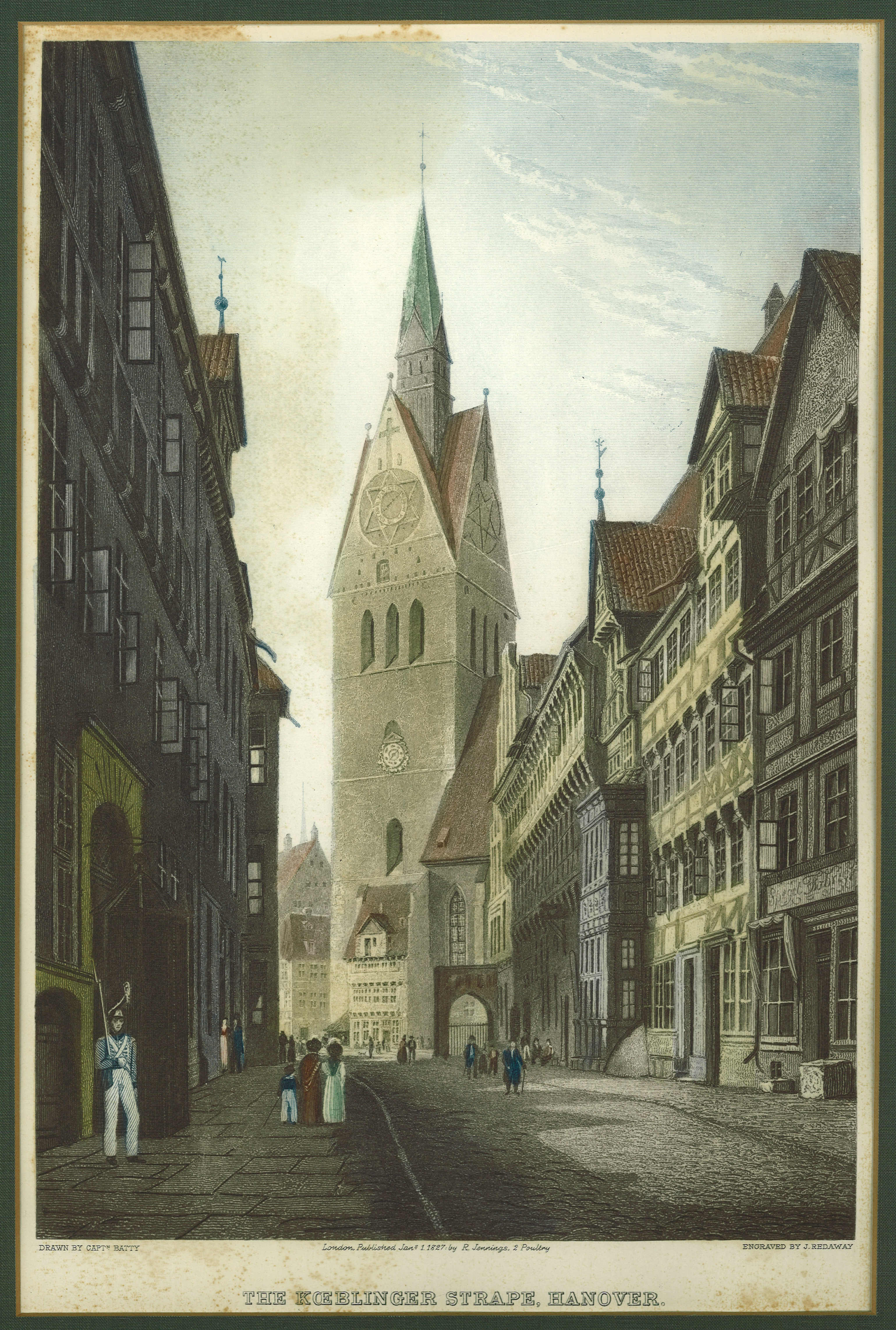
Vor 1827: Die Marktkirche auf einem kolorierten Stahlstich nach einer Zeichnung von Robert Batty
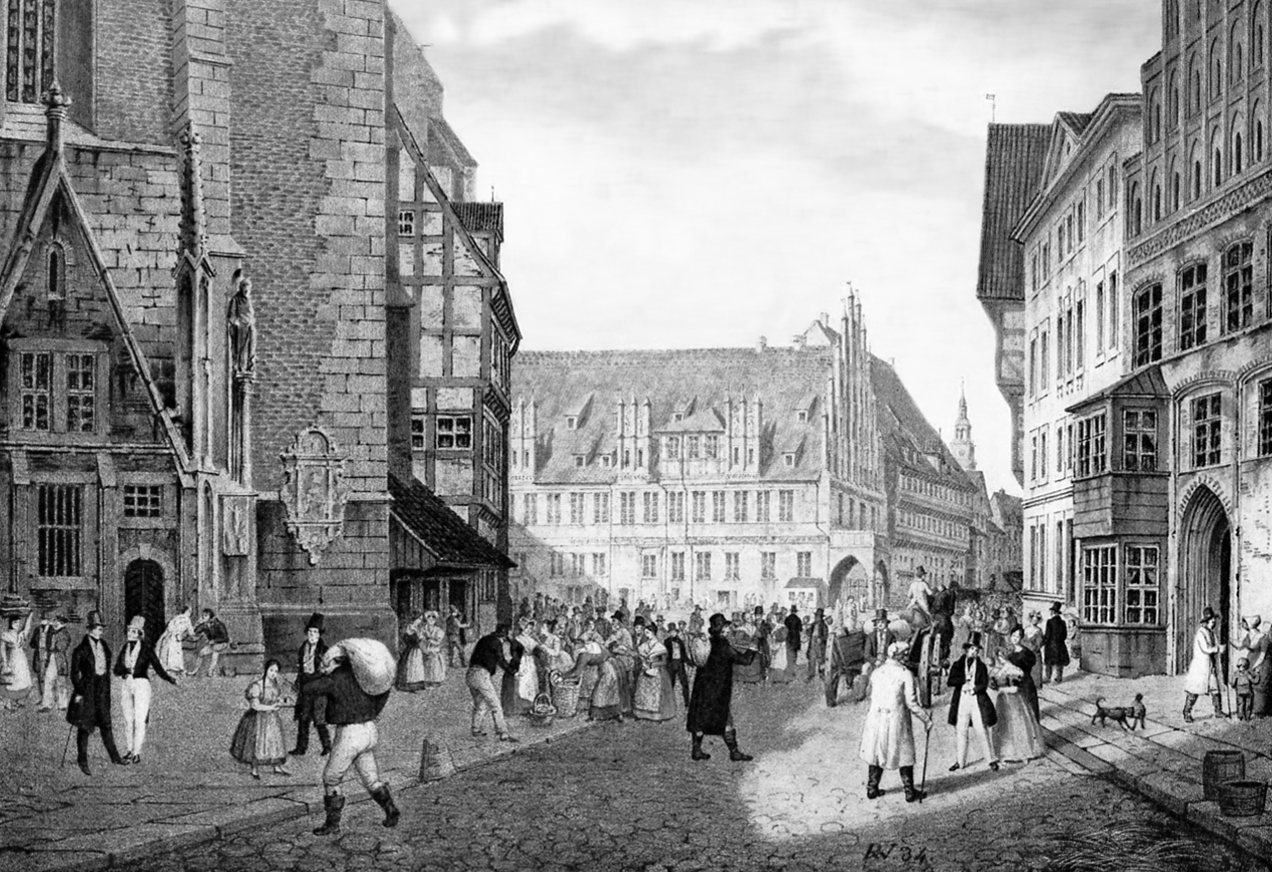
Marktplatz 1834: Die Marktkirche besitzt noch Anbauten sowie ihr gotisches Portal
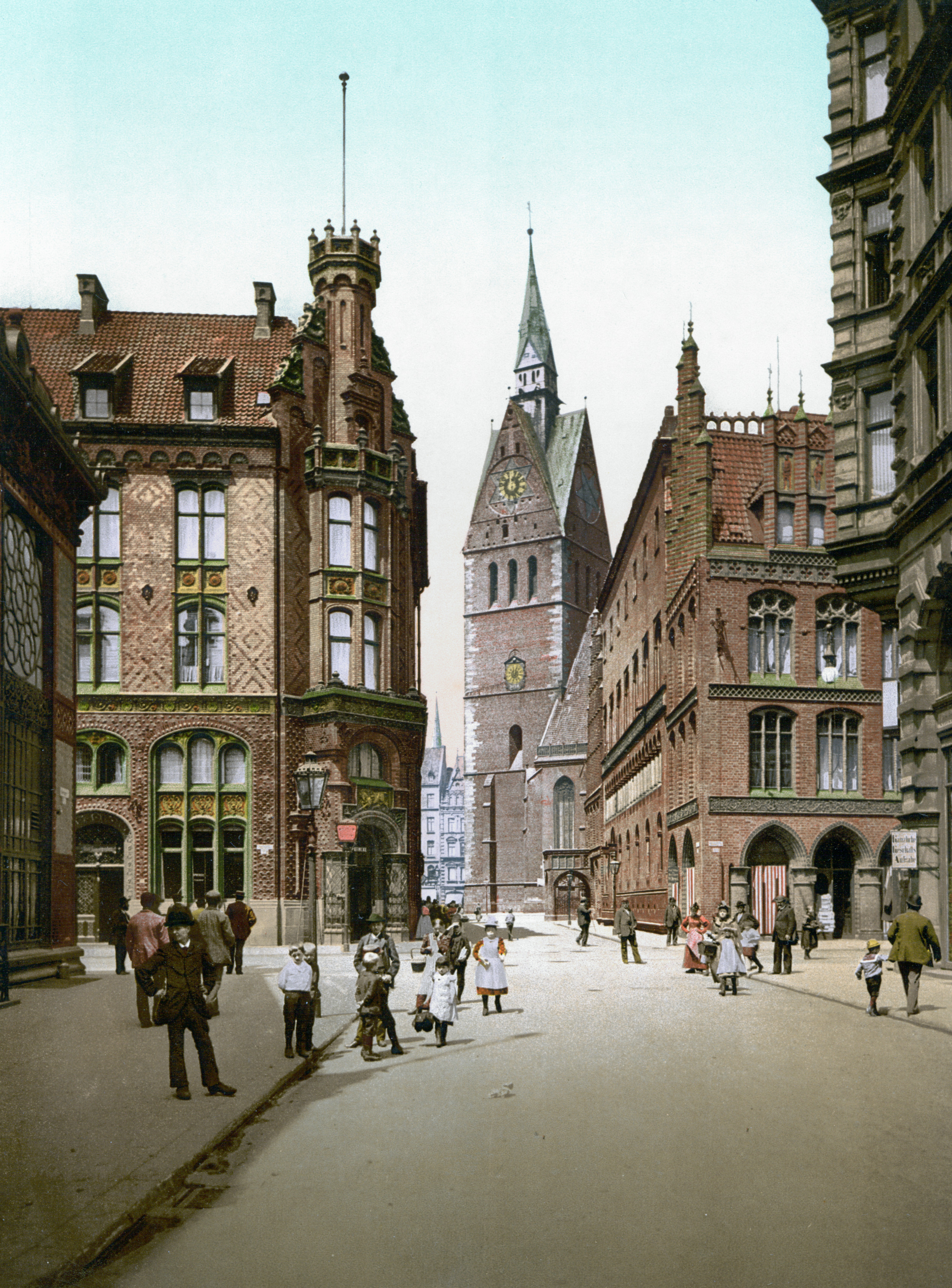
Marktkirche mit Altem Rathaus etwa 1895–1905 als Photochromdruck
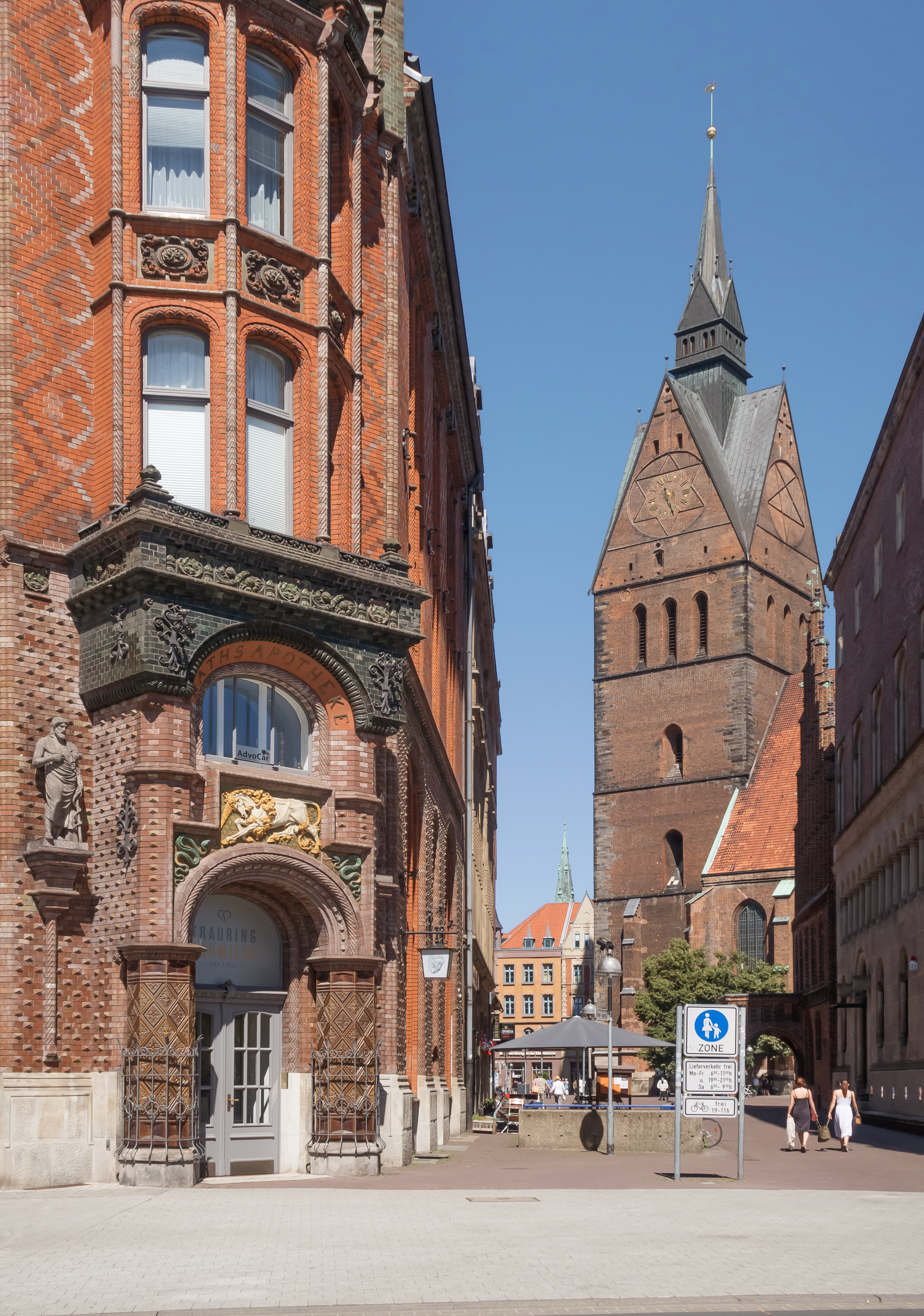
Marktkirche von der Karmarschstrasse

## Sage

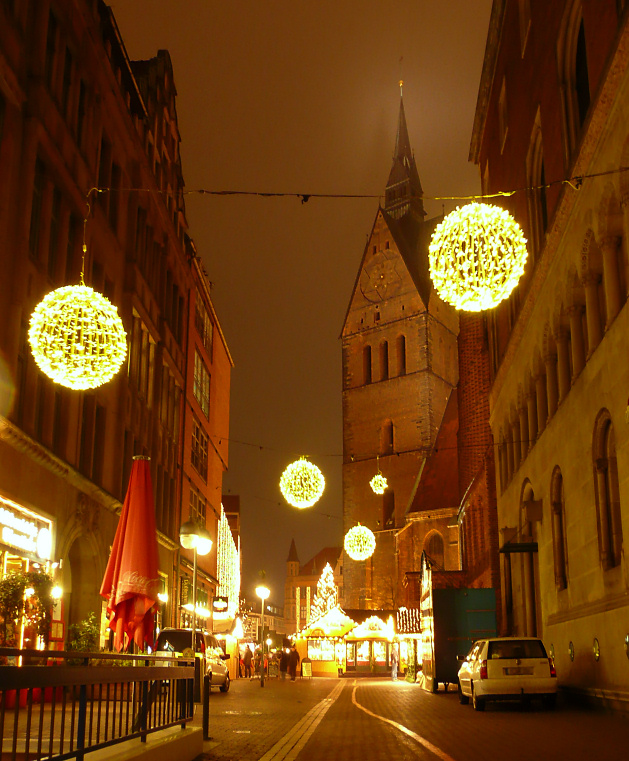
Weihnachtsmarkt Hannover an der Marktkirche

Einer Sage nach überlebte ein Chorknabe den Sturz vom Kirchturm der Marktkirche. Er war zusammen mit einem anderen Chorknaben auf den Turm gestiegen, um den Turmwächter zu besuchen. Auf dem Turm entdeckten sie ein Dohlennest mit fünf Eiern, das sie plündern wollten. Hierzu verwendeten sie ein Brett, das der eine Junge festhielt, während der zweite über das Brett das Nest erreichen wollte. Noch während der Kletterei brach unter den Jungen ein heftiger Streit über die Aufteilung der Eier aus, in dessen Verlauf der Junge auf dem Brett mit den Eiern in die Tiefe stürzte. Im Fall öffnete sich jedoch der weite Umhang des Chorknaben und bremste den Fall so ab, dass der Junge den Sturz überlebte. Die Statue eines Chorknaben an der Marktkirche neben dem Martin-Luther-Denkmal erinnert an diese Begebenheit.

## Patronat
Die Stadt Hannover übt seit 1574 das Patronat über die Marktkirche aus. Von Januar 2014 bis 2019 hatte der ehemalige Oberbürgermeister Stefan Schostok das Amt des Patrons inne, wodurch er als Mitglied im Vorstand der Kirchengemeinde war und über die Besetzung der Pfarrstellen mitbestimmen konnte. Seit Februar 2020 übt die städtische Dezernentin Beckedorf die Funktion der Patronatsvertreterin aus.

## Persönlichkeiten

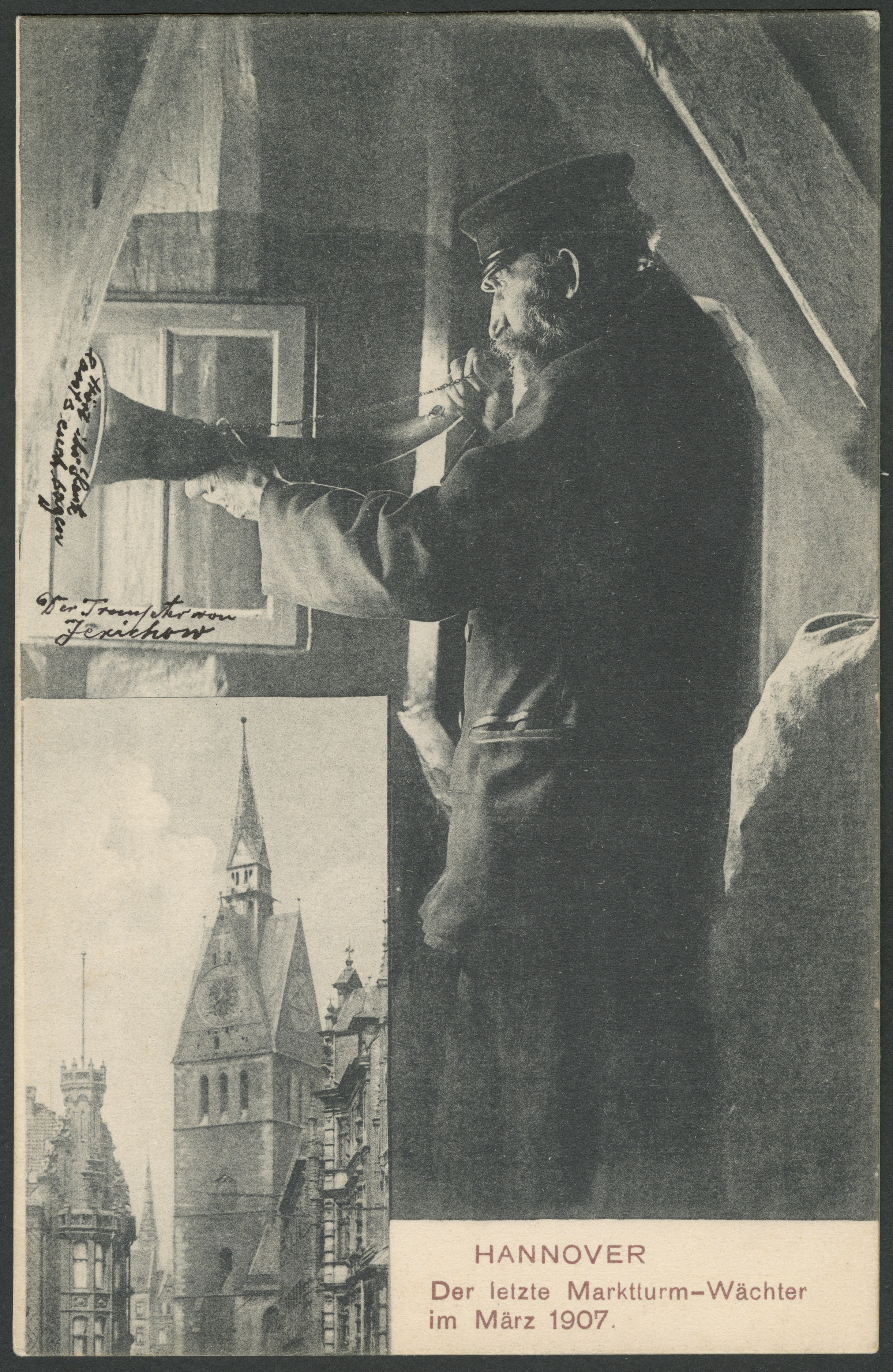
„Der letzte Marktturm-Wächter“ Friedrich Schwarze versah seinen Dienst bis zum 1. April 1907 (Ansichtskarte Nummer 785 von Friedrich Astholz junior vom März 1907)

### Geistliche
Das Gotteshaus wurde mit der 1536 erlassenen Kirchenordnung lutherisch. Zu den bedeutenden Geistlichen der Marktkirche gehören:
- Konrad von Sarstedt (* um 1385; † 1440), war unter anderem Ratsschreiber von Hannover und Propst am Kloster Lüne. Die Schenkung seiner Büchersammlung bildete den Grundstock der Stadtbibliothek Hannover.[26]
- Georg Scharnikau (Scarabaeus) (1505–1558)[27] war der erste evangelische Prediger in Hannover und ab 1532 in der Marktkirche.[28]
- Rupert Erythropel (1556–1626), der Ahnherr einer der ältesten hannoverschen Gelehrtenfamilien,[29] der Erythropels, war ab 1626 Pastor an der Marktkirche.[30]
- David Meyer (1572–1640) war von 1609 bis 1640 Pastor der Kirche. Er wurde „… bey das Altar begraben“.[4]
- Georg Erythropel (1607–1669) war von 1658 bis zu seinem Lebensende Pastor der Kirche.[31]
- Johann Adolf Schlegel (1721–1793)[32]
- Joachim Friedrich Lehzen (1735–1800), zweiter Pastor bis 1766, erster Pastor seit 1775, Vater der Louise Lehzen
- Andreas Wilhelm Hagemann (1745–1824), zweiter Pastor seit 1789, erster Pastor bis 1825
- Hermann Wilhelm Bödeker (1799–1875), zweiter Pastor seit 1825, erster Pastor seit 1839

#### Landesbischöfe der Evangelisch-lutherischen Landeskirche Hannovers (Predigtkirche des Landesbischof)
Die Marktkirche ist seit 1925 Predigtkirche der Landesbischöfe der Evangelisch-lutherischen Landeskirche Hannovers
- 1925–1947: August Marahrens
- 1947–1971: Johannes Lilje
- 1971–1988: Eduard Lohse
- 1988–1999: Horst Hirschler
- 1999–2010: Margot Käßmann
- 2010–2011: Hans-Hermann Jantzen (Bischofsvikar)
- seit 26. März 2011: Ralf Meister[33]

#### Stadtsuperintendenten Hannovers (Inhaber der 1. Pfarrstelle)
Der Stadtsuperintendent des Kirchenkreis Hannover (bis Juni 2024: Stadtkirchenverband Hannover) ist Inhaber der ersten Pfarrstelle.
- 1930–1933: Karl Stalmann
- 1939–1944: Fritz Trautmann
- 1946–1948: Gerhard Kunze[34]
- 1949–1962 oder 1964: Rudolf Wolckenhaar[35][36]
- 1963–1979: Rufus Flügge
- 1980–1998: Hans Werner Dannowski
- 1998–2008: Wolfgang Puschmann
- 2010–2019: Hans-Martin Heinemann[37]
- Seit 2020: Rainer Müller-Brandes[38]

### In der und um die Kirche Beigesetzte
- Theodor Block (1578–1647), Fürstlich Braunschweig-Lüneburgischer Rat, Kreis- und Grenzsekretär[39]
- Conrad Bünting, Stadtsyndikus († 1615)[40]
- Der Rechtswissenschaftler, Hofrat und braunschweig-lüneburgische Gesandte Johann Bünting (1625–1693) wurde im „Büntingischen Erbbegräbnis“ beigesetzt.[41]
- Johann Overlach; der Kaufmann, Ratsverwandte, Stadtkämmerer, Stadthauptmann, Senior,[42] Namensgeber des Overlach'schen Hauses[43] und Zeitgenosse von Leibniz[44] wurde 1690 in sein Erbbegräbnis in der Kirche beigesetzt.[42]

## Publikationen (Auswahl)
In der Reihe Marktkirche erschienen:
- Insa Becker-Wook, Theodor Bohlen, Oda-Gebbine Holze-Stäblein, Joachim Stever (Red.): Marktkirche 1998. Ein Rückblick zur Verabschiedung von Stadtsuperintendent Hans Werner Dannowski. Hrsg.: Ev.-luth. Marktkirchengemeinde und Ev.-luth. Stadtkirchenverband Hannover, Hannover: Referat für Öffentlichkeitsarbeit im Ev.-luth. Stadtkirchenverband Hannover, 1998

## Belege
1. ↑  Arnold Nöldeke: Denkmäler des „alten“ Stadtgebietes Hannover. (Eingemeindungsstand bis 1. Januar 1870), in ders.: Die Kunstdenkmäler der Provinz Hannover, hrsg. vom Provinzialausschuss und Landesdirektorium der Provinz Hannover, 1. Teil: Regierungsbezirk Hannover, Heft 1 und 2 (Heft 19 und 20 des Gesamtwerkes), Stadt Hannover, Selbstverlag der Provinzialverwaltung, Theodor Schulzes Buchhandlung, Hannover, 1932, S. 79; Text-Digitalisat im Internet Archive und durch Kooperation mit der University of Toronto.
2. ↑  Georg Dehio: Handbuch der deutschen Kunstdenkmäler. Niedersachsen – Bremen, (Deutscher Kunstverlag: München) 1992, S. 608–610.
3. ↑  Waldemar R. Röhrbein, Karl-Heinz Grotjahn: Marktkirche S. Georgii et Jacobi. In: Stadtlexikon Hannover. S. 426–427.
4. 1 2 3  Dirk Böttcher: Meyer, (2) David (auch Meier). In: Dirk Böttcher, Klaus Mlynek, Waldemar R. Röhrbein, Hugo Thielen: Hannoversches Biographisches Lexikon. Von den Anfängen bis in die Gegenwart. Schlütersche, Hannover 2002, ISBN 3-87706-706-9, S. 252.
5. ↑  Reformationsfenster auf marktkirche-hannover.de, abgerufen am 3. Dezember 2021.
6. ↑  Hannoveraner Marktkirche bekommt das „Reformationsfenster“. Webseite des OLG Celle, 30. November 2021.
7. ↑  Kirchenfenster wird nach Rechtsstreit nun doch eingebaut. Der Spiegel vom 30. November 2021.
8. ↑  Einbau-Stopp von Kirchenfenster: Künstler kritisiert Gemeinde, ndr.de, 5. März 2022.
9. ↑  Marktkirche Hannover: Umstrittenes Lüpertz-Fenster eingeweiht, ndr.de vom 31. Oktober 2023.
10. ↑  Kirchenvorstand (Hrsg.): Orgelbuch Marktkirche Hannover – Die Geschichte einer Orgellandschaft. 2009, S. 60/62.
11. ↑  Ausführliche Informationen zur Geschichte und Reorganisation der Orgel.
12. ↑  Zur Chororgel
13. ↑  Informationen zur Italienischen Orgel
14. ↑  Plenum des Geläuts, Pfingstmontag, 13. Juni 2011, 9:47 Uhr (14:35 min) auf YouTube.
15. ↑  Hannover Marktkirche: Größte Glocke Nord-Deutschlands, Buß- und Bettag, 20. November 2013, 17:50 Uhr (10:58 min) auf YouTube.
16. ↑  Sabine Wehking: DI 36, Nr. 361 auf der Seite inschriften.net, zuletzt abgerufen am 4. Dezember 2013.
17. ↑  Kürschner, Christiane: Symbole am Turm der Marktkirche (Memento vom 21. Dezember 2015 im Internet Archive)
18. ↑  Thomas Gädeke: Der Bildhauer Jürgen Weber. Werke im sakralen Raum. In: Markus Jager, Christina Krafczyk (Hrsg.): Sakrale Architektur in Niedersachsen nach 1945. Michael Imhof Verlag, Petersberg 2025, ISBN 978-3-7319-1497-6, S. 258–267, hier S. 264 ff.
19. ↑  Archivierte Kopie (Memento des Originals vom 30. Juni 2015 im Internet Archive)  Info: Der Archivlink wurde automatisch eingesetzt und noch nicht geprüft. Bitte prüfe Original- und Archivlink gemäß Anleitung und entferne dann diesen Hinweis.
20. ↑  http://www.inschriften.net/zeige/suchergebnis/treffer/set/0/nr/di036-0114.html#content
21. ↑  Reiseführer Hannover zur Marktkirche
22. ↑  Johann Karl Fürchtegott Schlegel: Kirchen- und Reformationsgeschichte von Norddeutschland und den Hannoverschen Staaten. Bd. 2. Helwing, Hannover 1829, S. 75. s. auch Patronatstag auf Landeskirche-Hannovers.de, Abruf am 23. April 2020
23. ↑  http://www.landeskirche-hannovers.de/evlka-de/presse-und-medien/pressemitteilungen/landeskirche/2012/10/2012_10_10_2
24. ↑  http://marktkirche-hannover.de/?page_id=172
25. ↑  Bericht in der Neuen Presse vom 15. Februar 2020, Abruf am 23. April 2020
26. ↑  Hugo Thielen: Sarstedt, Konrad (auch Cord) von. In: Stadtlexikon Hannover, S. 535.
27. ↑  Sabine Wehking: DI 36, Nr. 111† auf inschriften.net, zuletzt abgerufen am 29. Mai 2013.
28. ↑  Jens Schmidt-Clausen: Scharnikau (Scarabaeus), Georg. In: Stadtlexikon Hannover, S. 537.
29. ↑  Dirk Böttcher: Erythropel. In: Hannoversches Biographisches Lexikon, S. 112 (eingeschränkte Vorschau in der Google-Buchsuche).
30. ↑  Johann Anton Strubberg: M. Rupertus Erythropilus. In: Ders.: Kurtze Nachricht Von denen Evangelischen Predigern, So seit der Reformation Lutheri auf der Alten Stadt Hanover gestanden. Teil von: David Meier: Kurtzgefaste Nachricht von der Christlichen Reformation In Kirchen und Schulen Der Alten-Stadt Hanover. Förster, Hannover 1731, S. 120–128.
31. ↑  Johann Anton Strubberg: M. Georgius Erythropilus. In: Ders.: Kurtze Nachricht Von denen Evangelischen Predigern, So seit der Reformation Lutheri auf der Alten Stadt Hanover gestanden. Teil von: David Meier: Kurtzgefaste Nachricht von der Christlichen Reformation In Kirchen und Schulen Der Alten-Stadt Hanover. Wie solche Den 14. Tag Sept. 1533. daselbst … zu Stande kommen …. Und mit einer Vorrede Vorstellend einen kleinen Abriß der hiesigen Schul-Historie. Förster, Hannover 1731, S. 151–161 (mit Bibliographie und dem Testimonium, das er bei seinem Weggang vom Kloster Harsefeld erhielt).
32. ↑  C. F. Gellerts Briefwechsel: 1764–1766 (eingeschränkte Vorschau in der Google-Buchsuche).
33. ↑  http://www.evlka.de/content.php?contentTypeID=4&id=14964 Offizielle Pressemitteilung der Landeskirche zur Wahl
34. ↑  LkAH H 8 - Arcinsys Detailseite. Abgerufen am 21. Dezember 2019.
35. ↑  Stadtchronik Hannover 1. Teil: 18 000 v. Chr. bis 1988
36. ↑  https://www.arcinsys.niedersachsen.de/arcinsys/list.action?nodeid=g281613&page=1
37. ↑  Thorsten Fuchs: Stadtsuperintendent / Heinemann ist neuer Kirchenchef von Hannover (Memento des Originals vom 22. Oktober 2013 im Internet Archive)  Info: Der Archivlink wurde automatisch eingesetzt und noch nicht geprüft. Bitte prüfe Original- und Archivlink gemäß Anleitung und entferne dann diesen Hinweis. in der online-Ausgabe der Hannoverschen Allgemeinen Zeitung vom 10. März 2010, zuletzt abgerufen am 18. Oktober 2013.
38. ↑  o. V.: Wahl des Stadtsuperintendenten in Hannover / Diakoniepastor Rainer Müller-Brandes und Pastor Sven Waske kandidieren auf der Seite vom Kirchenkreis Burgdorf
39. ↑  Nikolaus Baring: Geistliche Artzney wider den Todt/ Das ist: Christliche Leichpredigt/ Bey ... Leichbegängnüs Deß ... Herrn Theodori Blocks/ Fürstl. Braunschw. und Lüneb. ... Rahts/ auch Craiß- und Grentz-Secretarii: Welcher am 19. Octobris dieses jetztlauffenden Jars ... entschlaffen/ und nachgehends dessen Cörper am 2. Novembr. in der HauptKirchen allhie/ in sein Ruhkämmerlein beygesetzet worden / Gethan durch Nicolaum Baringium, der H. Schrifft Licentiatum und bey gedachter Kirch Pastorem, Hannover: Druck bei Johann Friedrich Glaser, 1647; Digitalisat über die Staats- und Universitätsbibliothek Göttingen (SUB)
40. ↑  Otto Jürgens: Hannoversche Chronik ( = Veröffentlichungen zur niedersächsischen Geschichte, Band 6), im Auftrage des Vereins für Geschichte der Stadt Hannover hrsg. von O. Jürgens, Hannover: Verlag von Ernst Geibel, 1907; Digitalisat über die Universität Rostock
41. ↑  Conrad Christoph Heinemann: Die geistliche Kindschafft Der theuren Söhne und trauten Kinder Gottes/ Und das Zeugniß Welches der H. Geist deßfals ihrem Geiste gibt: Auß dem Haupt-Spruche Rom. IIX. 16. 17. 18. Bey ... Leich-Begängniß Des ... Herrn Johann Bünting/ Vornehmen ICti, und Fürstl. Braunschw. Lüneb. Hochverdienten Hoff-Rahts/ Welcher am 3. Novembr. des 1693. Jahrs ... entschlaffen/ und darauff den 21. besagten Monats in der Kirchen S. Jacobi und Georgij allhier zu Hannover in das Büntingische Erb-Begräbnisse beygesetzet worden/ Zu betrachten fürgestellet In der dazumal gehaltenen ... Leich-Predigt ..., darin: Der zwar unverhoffte Doch Seegens-volle Tod / Welchen ... beehren sollen Friedrich Wilhelm Kotzebue, Honnover/ gedruckt bey Joh. Pet. Grimmen/ Buchdr. daselbst, (1693); Volltext der Staatsbibliothek Berlin
42. 1 2  Georg Hilmar Ising, Joh. Rodigerus Weselovius, Daniel Barthold Weselau, Nicolaus Förster, Johann Overlach, Johann Christoph Klein, Christoph Weselau, N. G. Freund: Glückseligkeit/ der fruezeitig verstorbenen Gerechten: Auß dem 1. und 2. Versicul des 57. Capitels Esaiae Bey ... Beerdigung Des ... Hn. Johann Overlach Senioris, Wohlmeritirten Camerarii und Stadt-Hauptmans der löblichen Stadt Hannover/ Alß derselbe am 8. Maii/ Anno 1690 ... entschlaffen/ Und Am 22. desselben Monahts in sein Erb-Begräbnis zu SS. Jac. und Georgii bey gesetzet wurde, Rinteln: gedruckt Godfried Caspar Wächter, 1690; Digitalisat der Staatsbibliothek zu Berlin - Preußischer Kulturbesitz
43. ↑  Helmut Knocke, Hugo Thielen: Lavesstraße 82, in Dirk Böttcher, Klaus Mlynek (Hrsg.): Hannover. Kunst- und Kultur-Lexikon (HKuKL), Neuausgabe, 4., aktualisierte und erweiterte Auflage, Springe: zu Klampen, 2007, ISBN 978-3-934920-53-8, S. 165–166
44. ↑  Angaben in der Personen- und Korrespondenz-Datenbank der Leibniz-Edition

Koordinaten: 52° 22′ 18″ N, 9° 44′ 6″ O